# Specie di Crepis
Elenco delle specie di  Crepis :

## A
- Crepis achyrophoroides Vatke
- Crepis aculeata  Boiss.
- Crepis acuminata  Nutt.
- Crepis aitchisonii  Boiss.
- Crepis albescens  Kuvaev & L.S.Demidova
- Crepis albida  Vill.
- Crepis alfredii  Bornm.
- Crepis alpestris  (Jacq.) Tausch
- Crepis alpina  L.
- Crepis amanica  Babc.
- Crepis amplexifolia  Willk.
- Crepis apula  (Fiori) Babc.
- Crepis arcuata  Kamari & Strid
- Crepis arenaria  (Pomel) Pomel
- Crepis armena  DC.
- Crepis asadbarensis  Bornm. ex Rech.f.
- Crepis aspera  L.
- Crepis aspromontana  Brullo, Scelsi & Spamp.
- Crepis atheniensis  Babc.
- Crepis athoa  Boiss.
- Crepis atribarba  A.Heller
- Crepis aurea  (L.) Cass.
- Crepis auriculifolia  Sieber

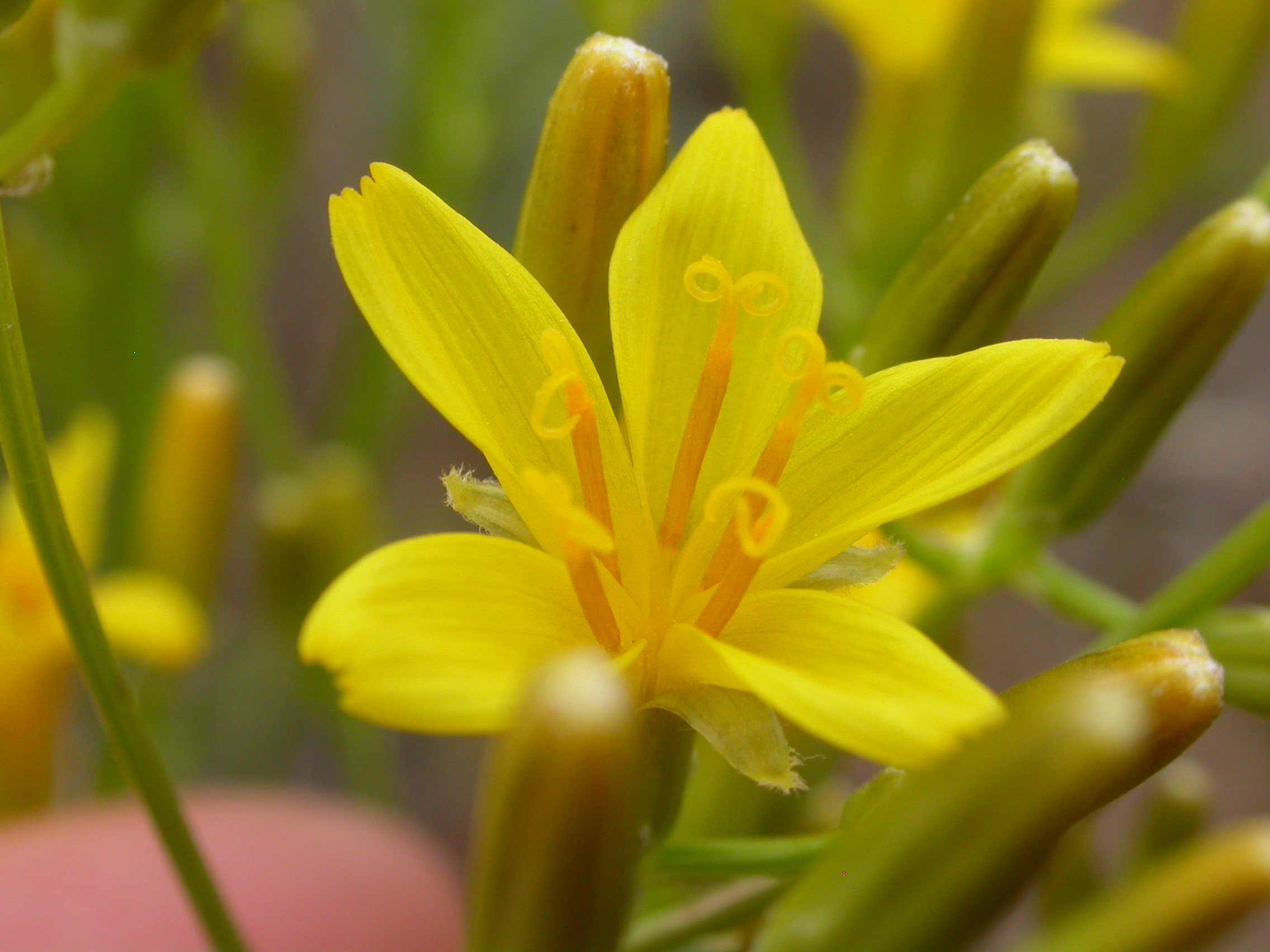
Crepis acuminata
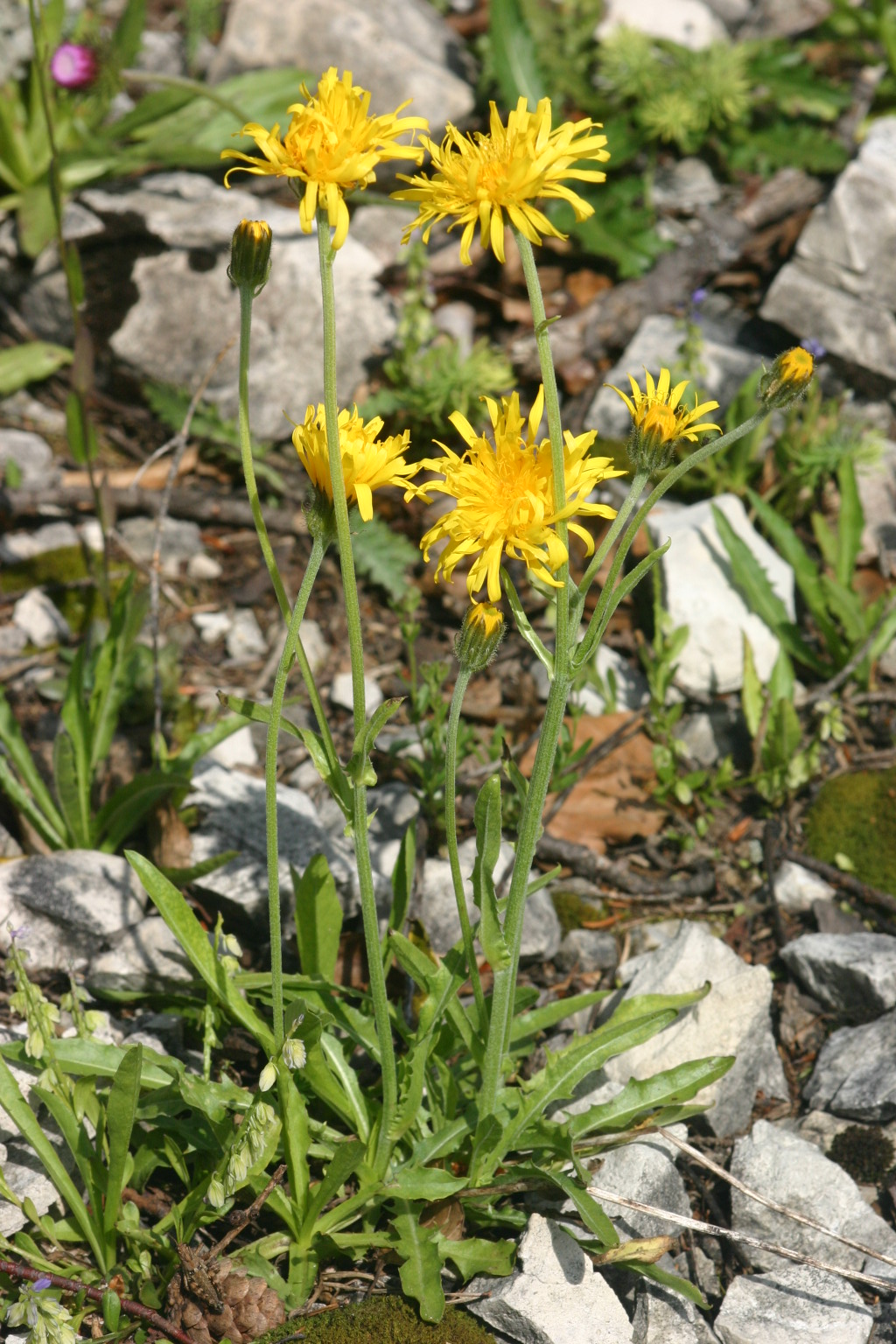
Crepis alpestris
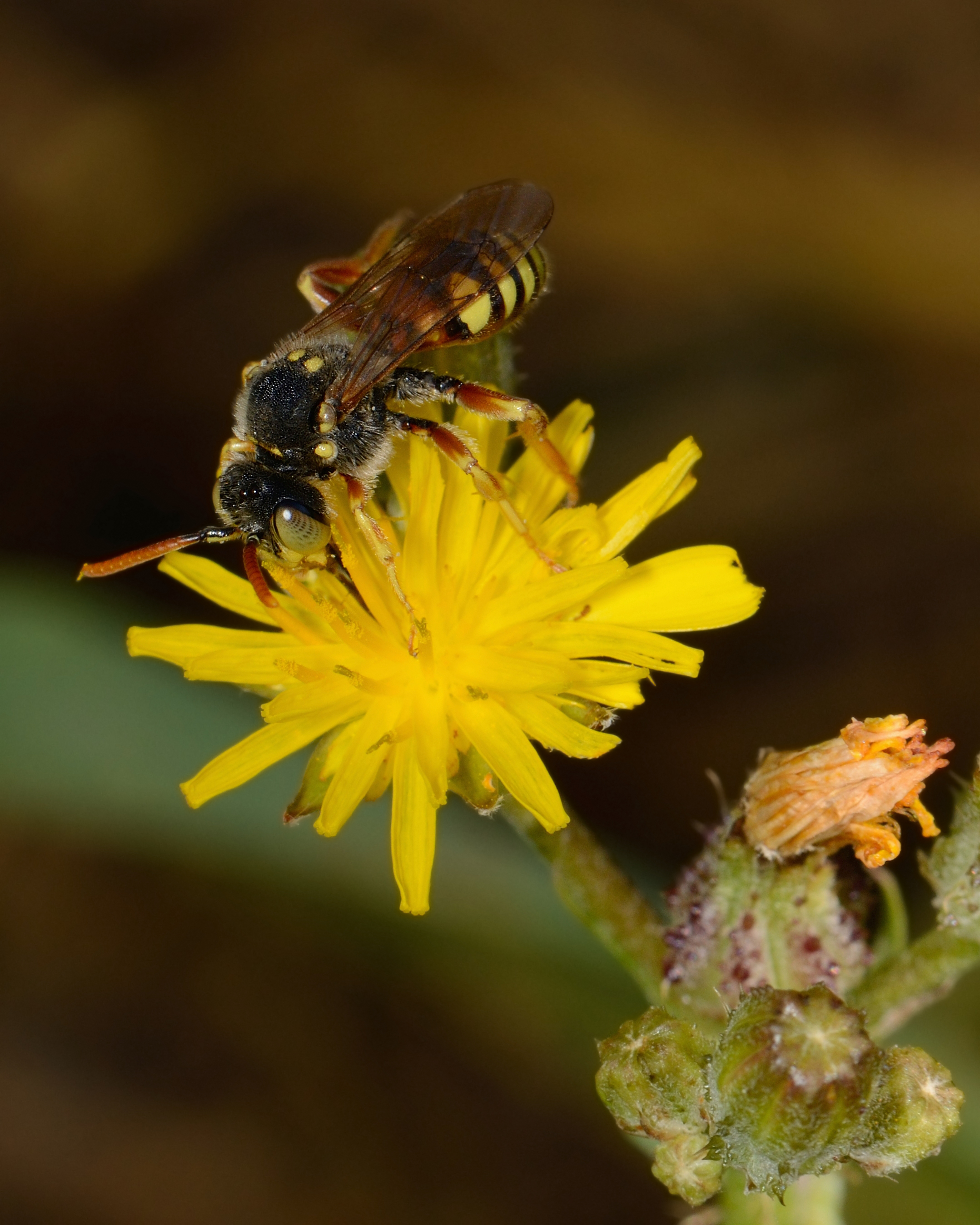
Crepis aspera
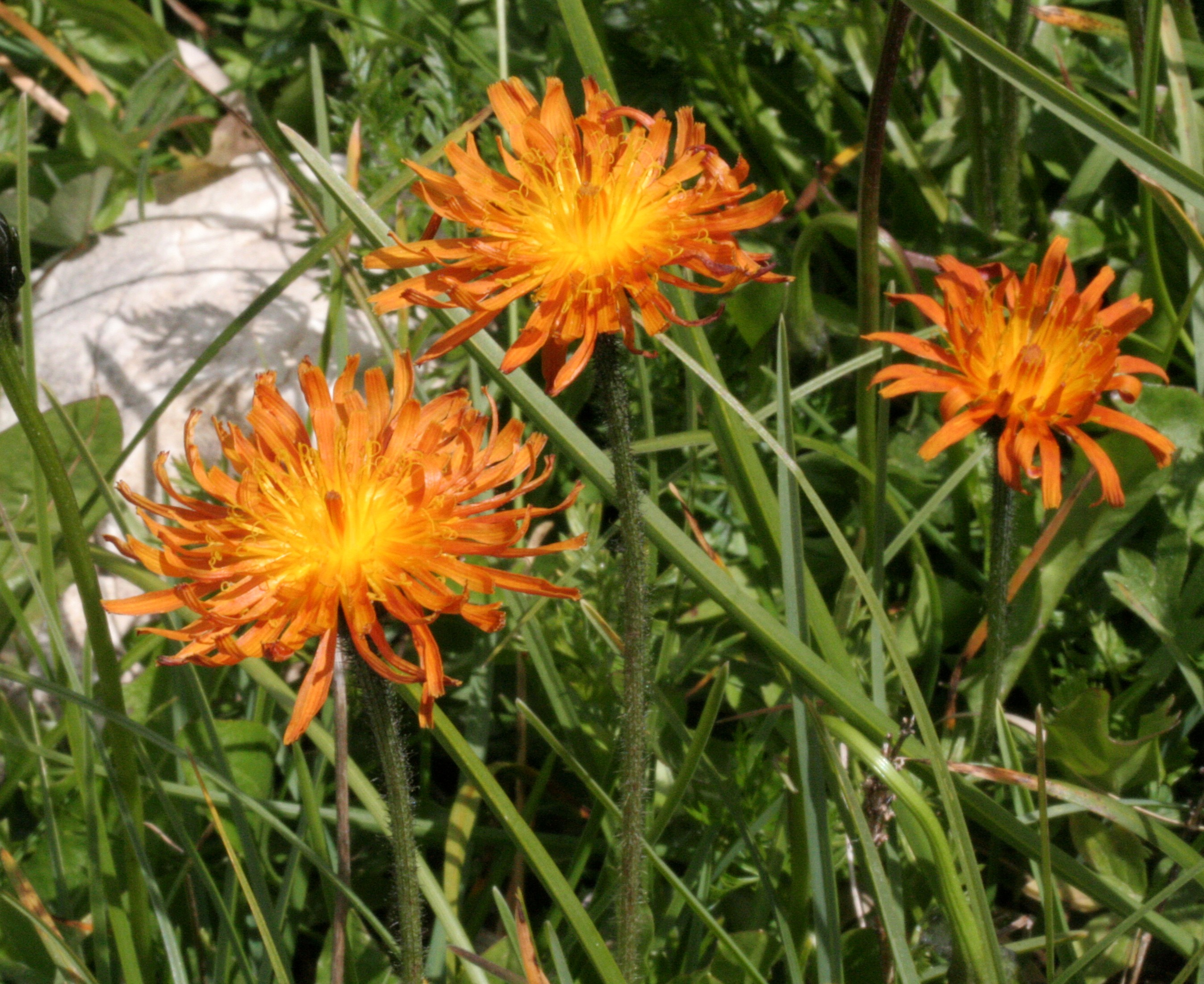
Crepis aurea

## B
- Crepis bakeri  Greene
- Crepis baldaccii  Halácsy
- Crepis balliana  Babc.
- Crepis barbigera  Leiberg
- Crepis bellidifolia  Loisel.
- Crepis bermejana  M.Talavera, Sánch.Casim.-Sor. & Talavera
- Crepis bertiscea  Jáv.
- Crepis biennis  L.
- Crepis bithynica  Boiss.
- Crepis bodinieri  H.Lév.
- Crepis bungei  Ledeb. ex DC.
- Crepis bupleurifolia  Freyn & Sint.
- Crepis burejensis  F.Schmidt
- Crepis bursifolia  L.

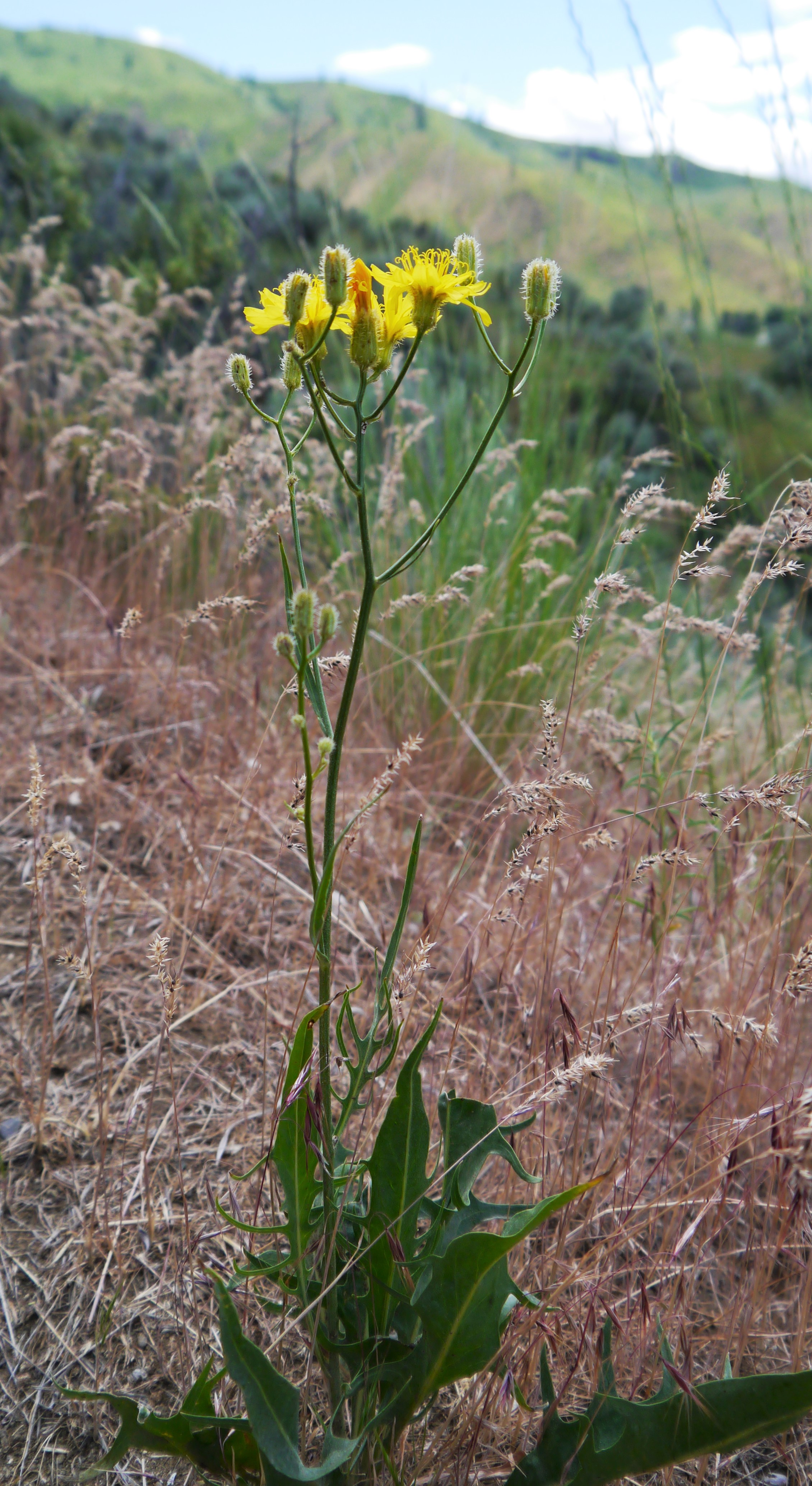
Crepis barbigara
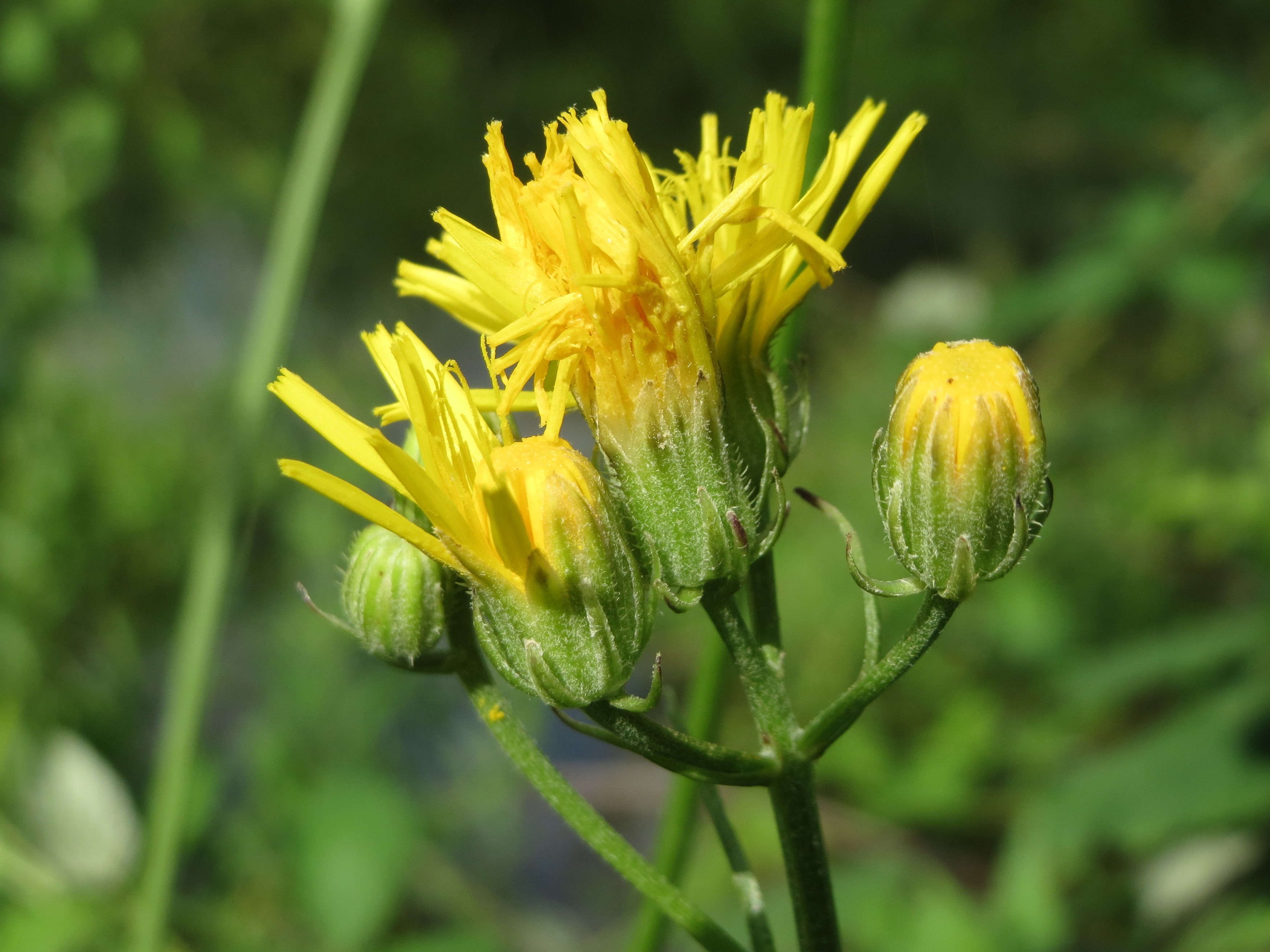
Crepis_biennis
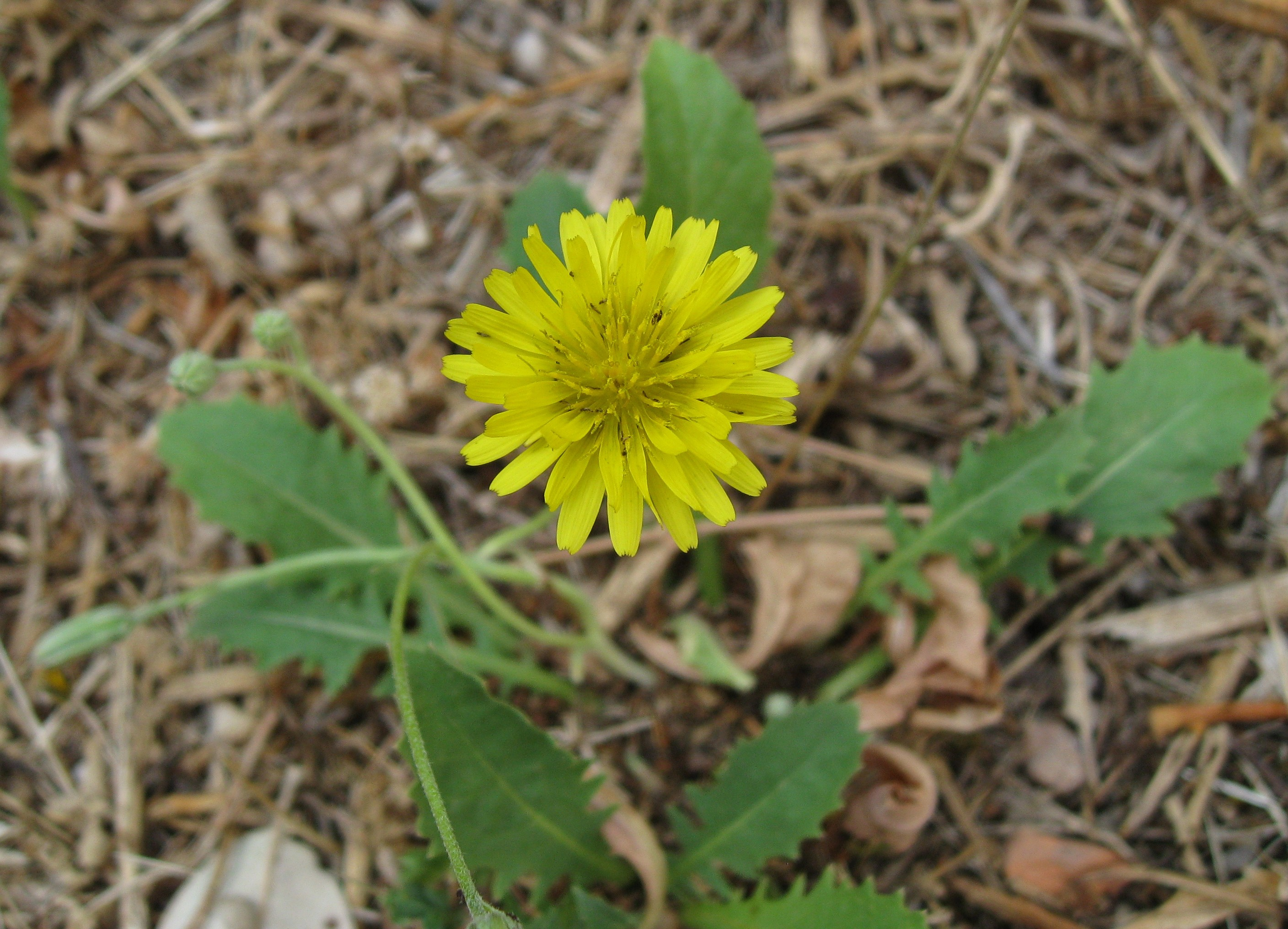
Crepis bursifolia

## C
- Crepis calycina  (Hoffmanns. & Link) Nyman
- Crepis canariensis  (Sch.Bip.) Babc. ex Jenkins
- Crepis capillaris  (L.) Wallr.
- Crepis carbonaria  Sch.Bip.
- Crepis caucasica  C.A.Mey.
- Crepis chloroclada  Collett & Hemsl.
- Crepis chondrilloides  Jacq.
- Crepis chrysantha  (Ledeb.) Turcz.
- Crepis ciliata  K.Koch
- Crepis claryi  Batt.
- Crepis clausonis  (Pomel) Batt. & Trab.
- Crepis commutata  (Spreng.) Greuter
- Crepis connexa  Babc.
- Crepis conyzifolia  (Gouan) A.Kern.
- Crepis coreana  (Nakai) Sennikov
- Crepis coronopus  Gagnep.
- Crepis crocea  (Lam.) Babc.
- Crepis cytherea  Kamari
- Crepis czerepanovii  Tzvelev

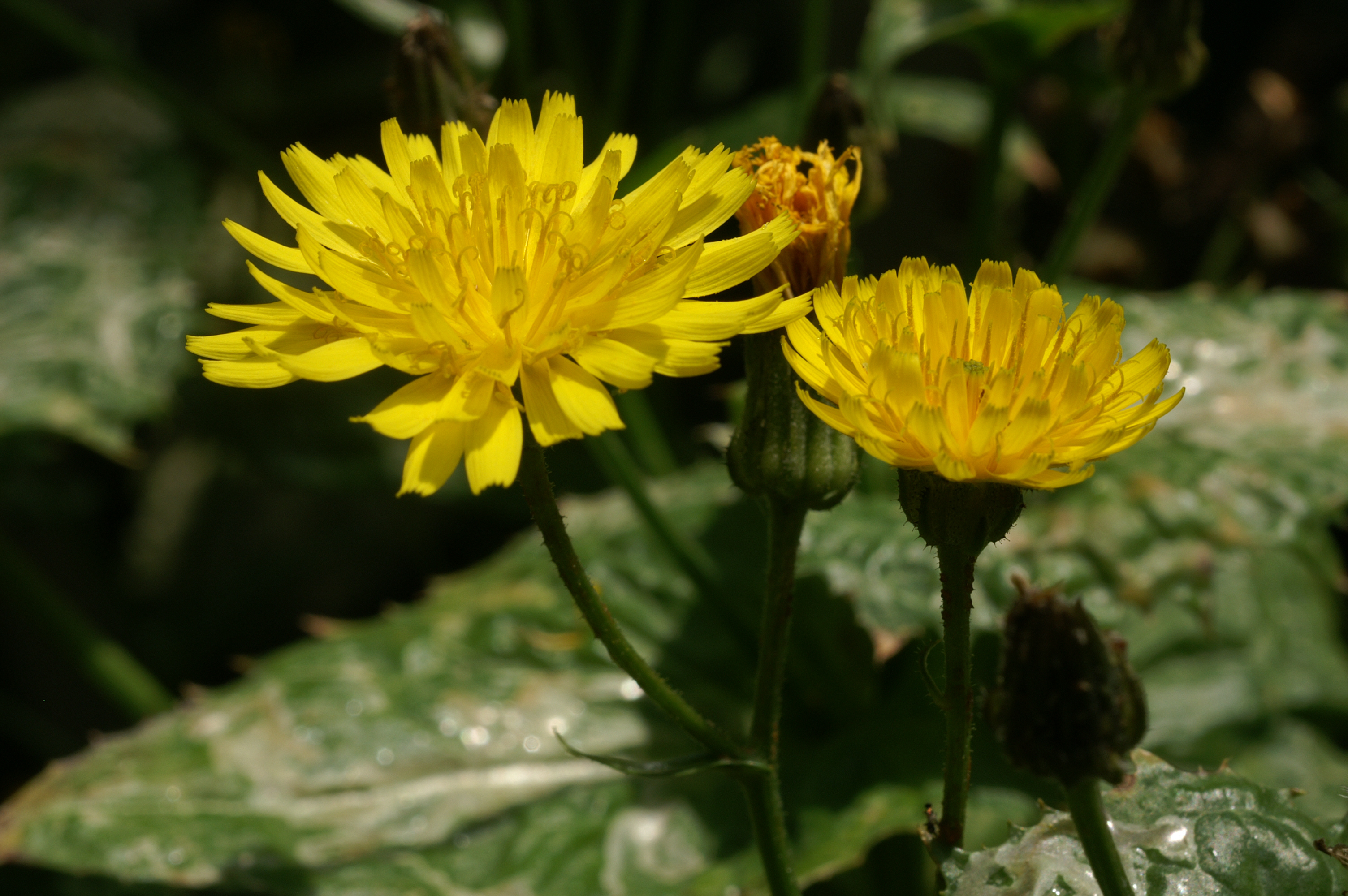
Crepis canariensis
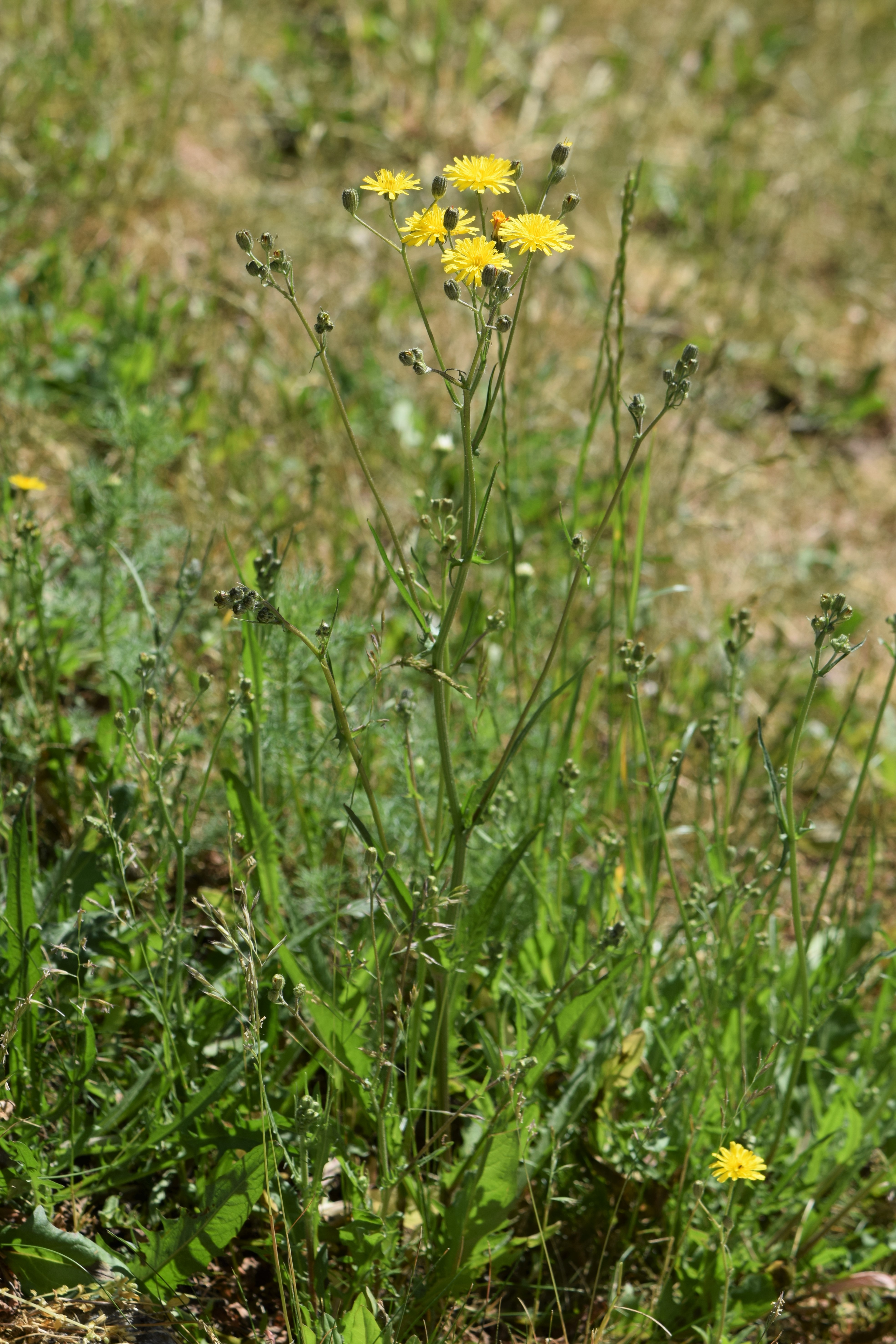
Crepis capillaris
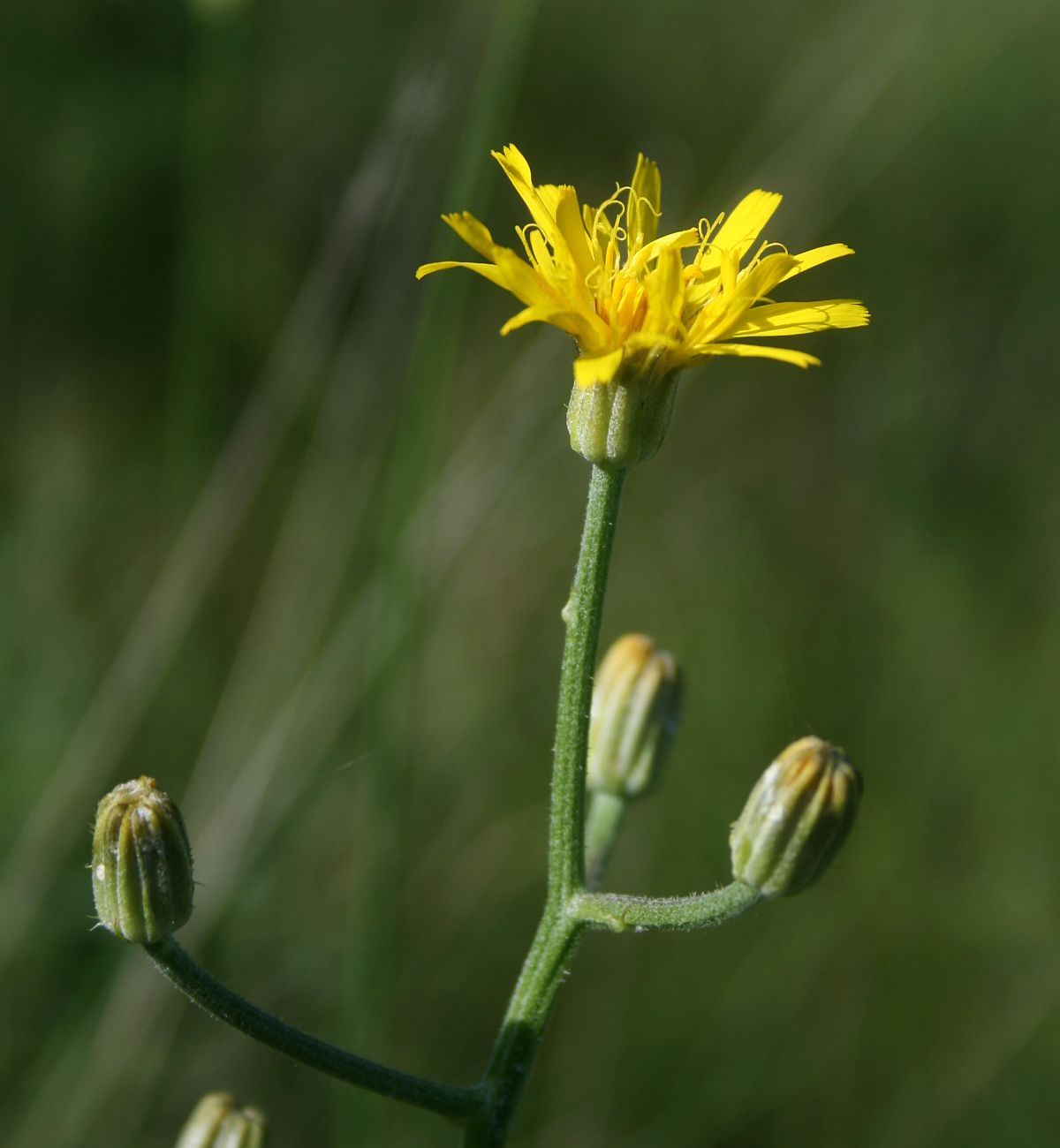
Crepis chondrilloides
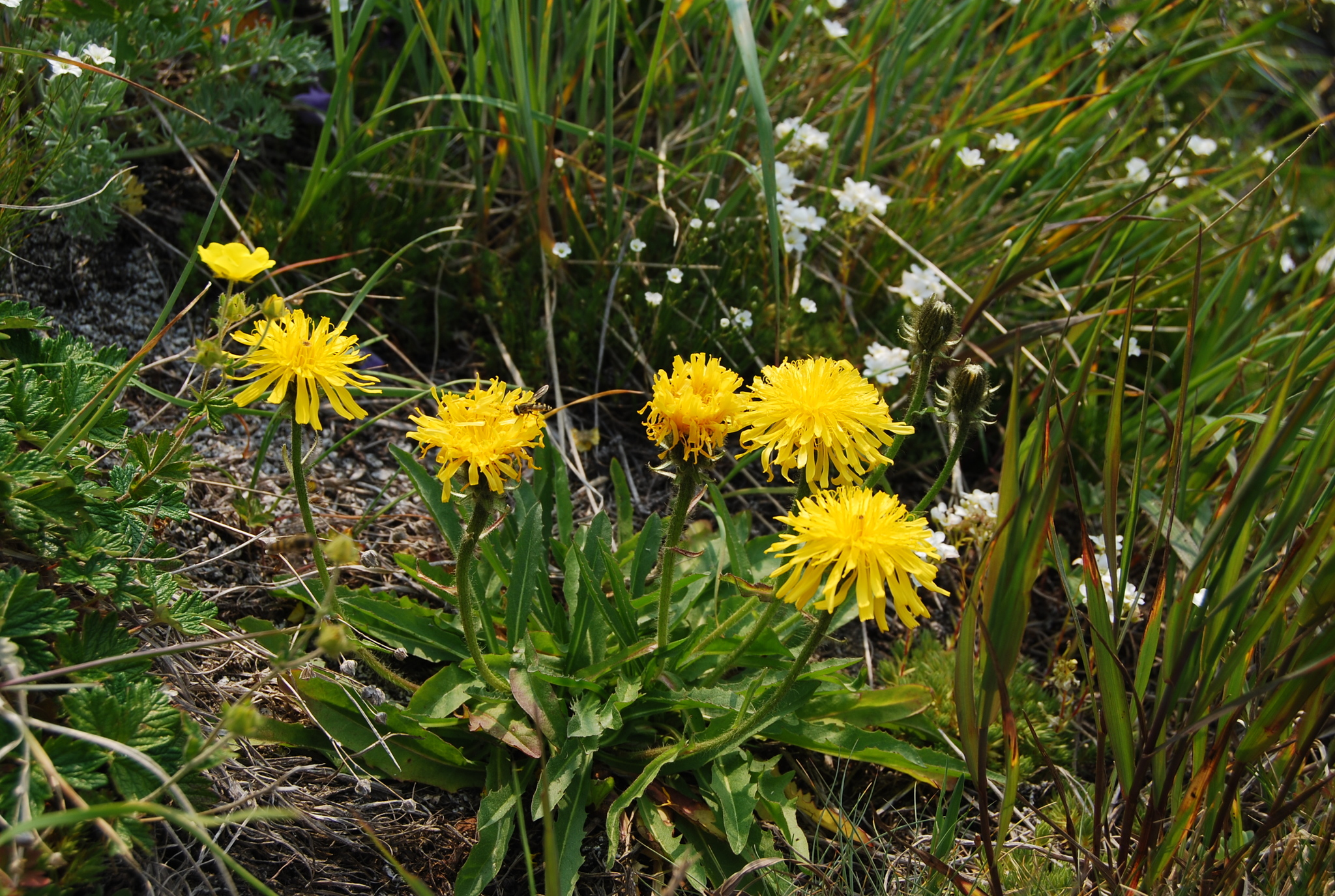
Crepis chrysantha
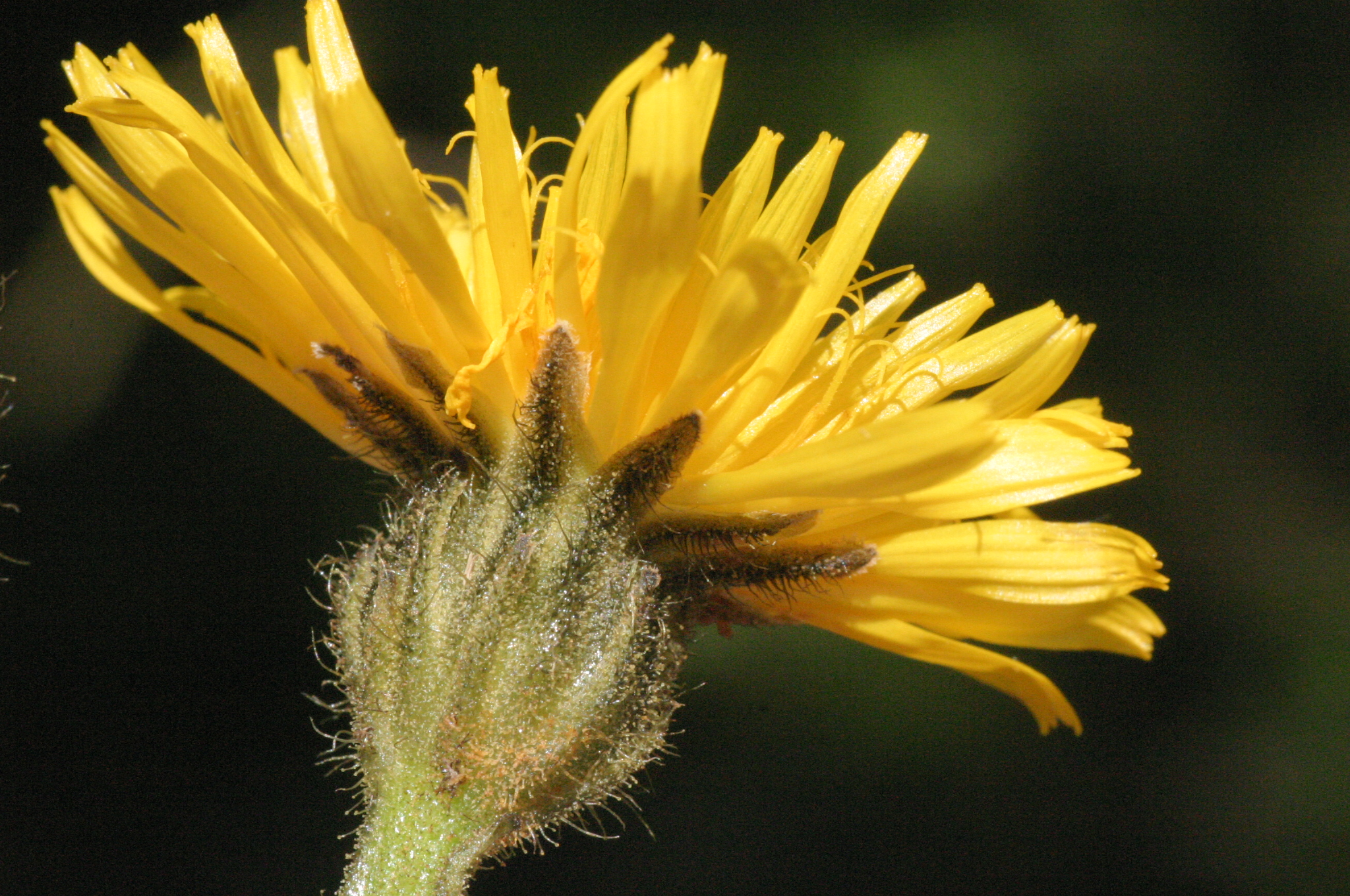
Crepis conyzifolia

## D
- Crepis dachhigamensis  G.Singh
- Crepis darvazica  Krasch.
- Crepis demavendi  Bornm.
- Crepis dianthoseris  N.Kilian, Enke, Sileshi & Gemeinholzer
- Crepis dioritica  Schott & Kotschy ex Boiss.
- Crepis dioscoridis  L.
- Crepis divaricata  F.Schultz
- Crepis × druceana  Murr

## E
- Crepis elbrusensis  Boiss.
- Crepis elongata  Babc.
- Crepis elymaitica  Bornm.
- Crepis erythia

## F
- Crepis faureliana  Maire
- Crepis filiformis  Aiton
- Crepis foetida  L.
- Crepis foliosa  Babc.
- Crepis fraasii  Sch.Bip.
- Crepis friesii  Babc.
- Crepis frigida  (Boiss. & Balansa) Babc.
- Crepis froelichiana  DC.

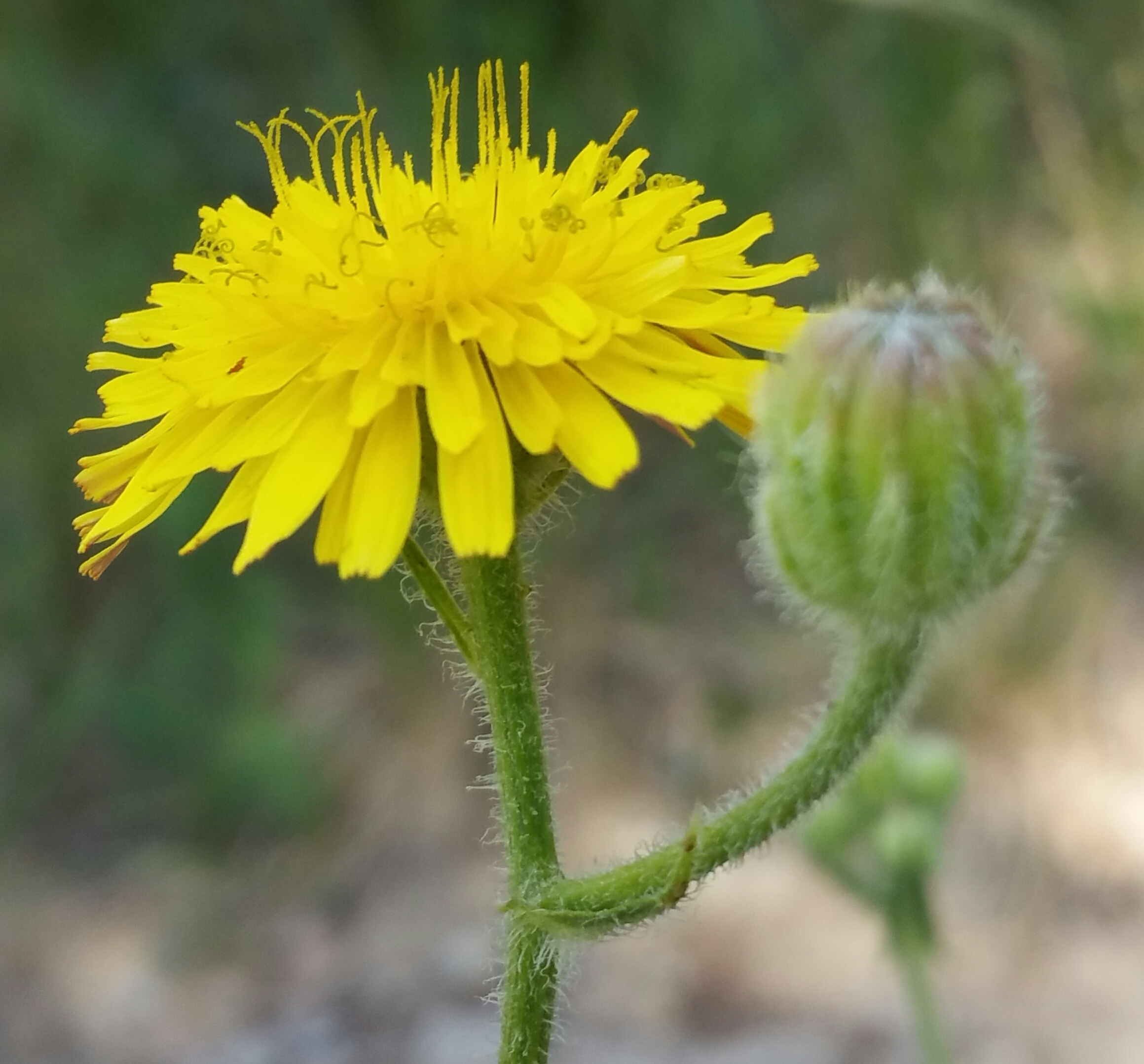
Crepis foetida
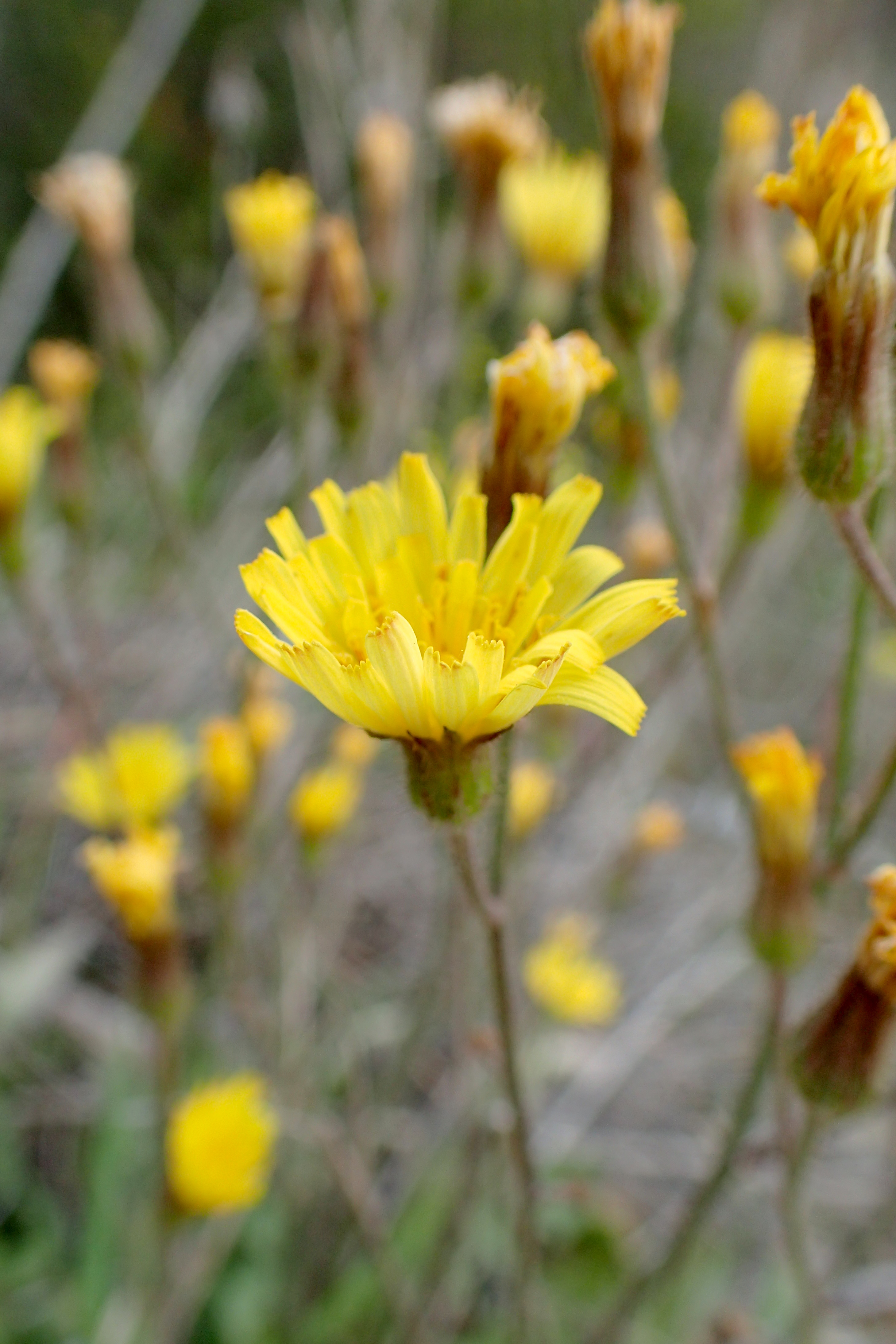
Crepis fraasii
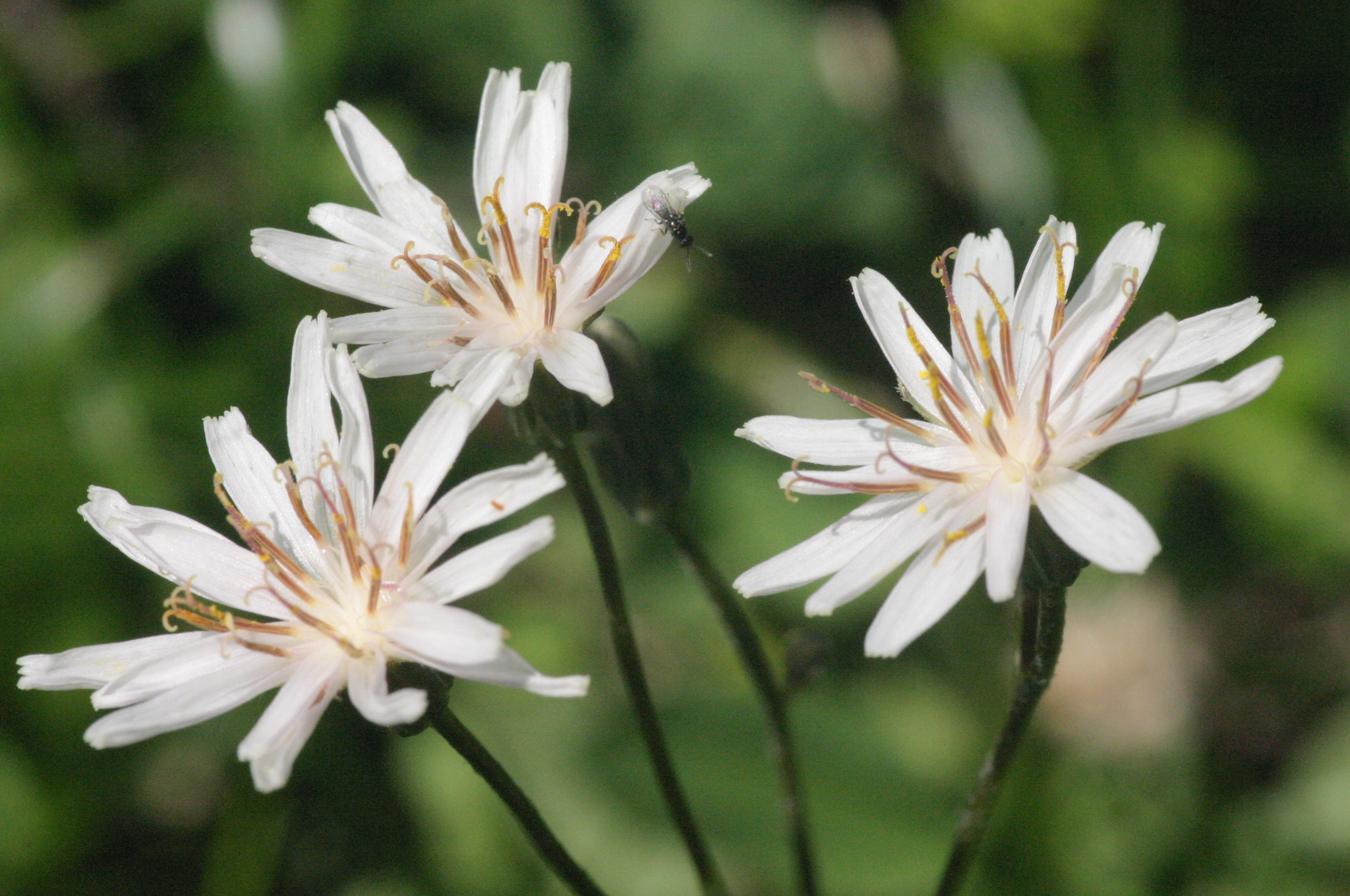
Crepis froelichiana

## G
- Crepis gaubae  Bornm.
- Crepis gemicii  Yildirim, Bingöl & Armagan
- Crepis gmelinii  (L.) Tausch
- Crepis gossweileri  S.Moore
- Crepis granatensis  (Willk.) Blanca & Cueto
- Crepis guioliana  Babc.
- Crepis gymnopus  Koidz.

## H
- Crepis hakkarica  Lamond
- Crepis heldreichiana  (Kuntze) Greuter
- Crepis hellenica  Kamari
- Crepis heterotricha  DC.
- Crepis hieracioides  Ledeb.
- Crepis hierosolymitana  Boiss.
- Crepis himalaica K itam.
- Crepis hokkaidoensis  Babc.
- Crepis hookeriana  Ball
- Crepis hypochoeridea  Thell.

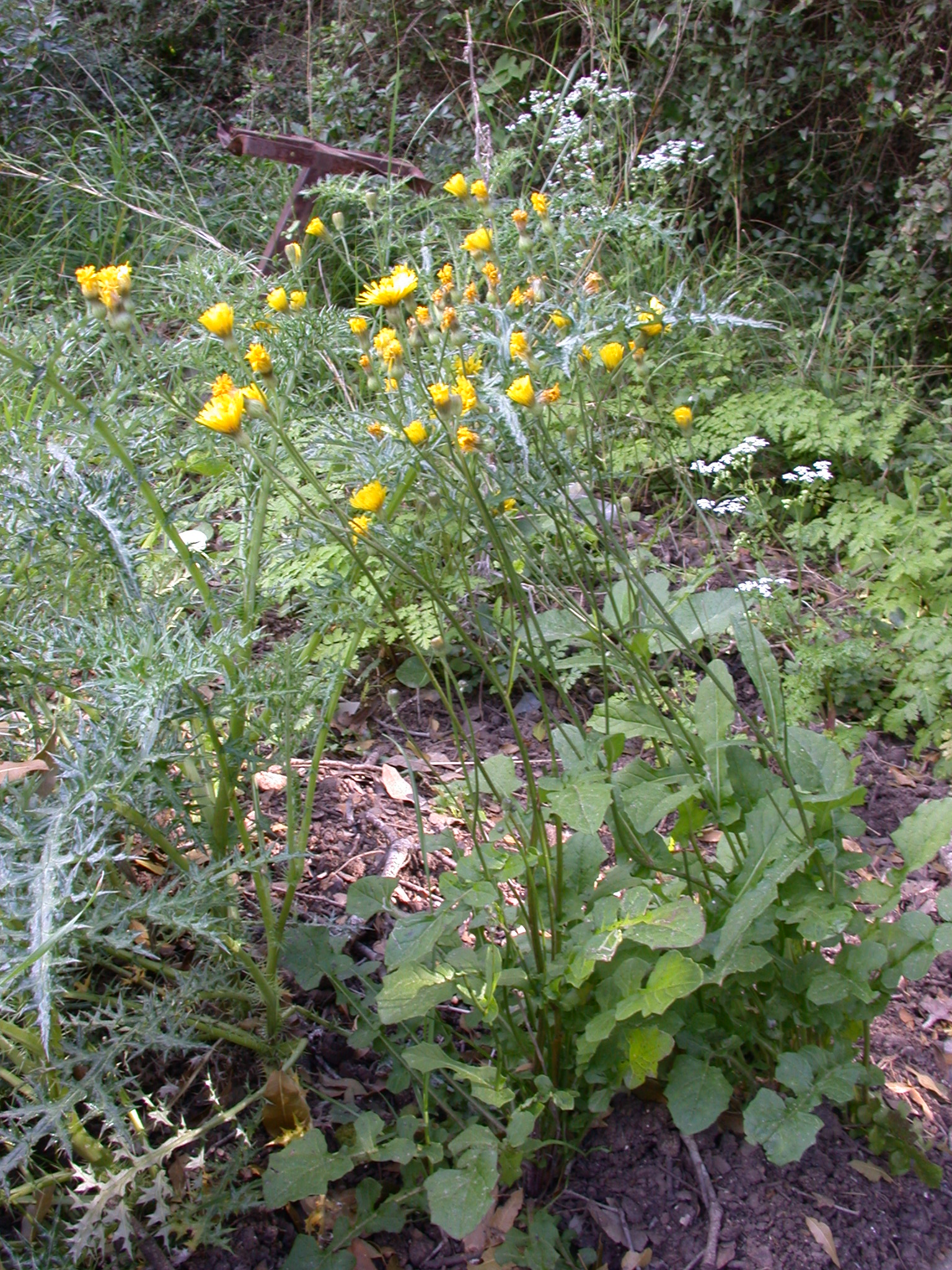
Crepis hierosolymitana
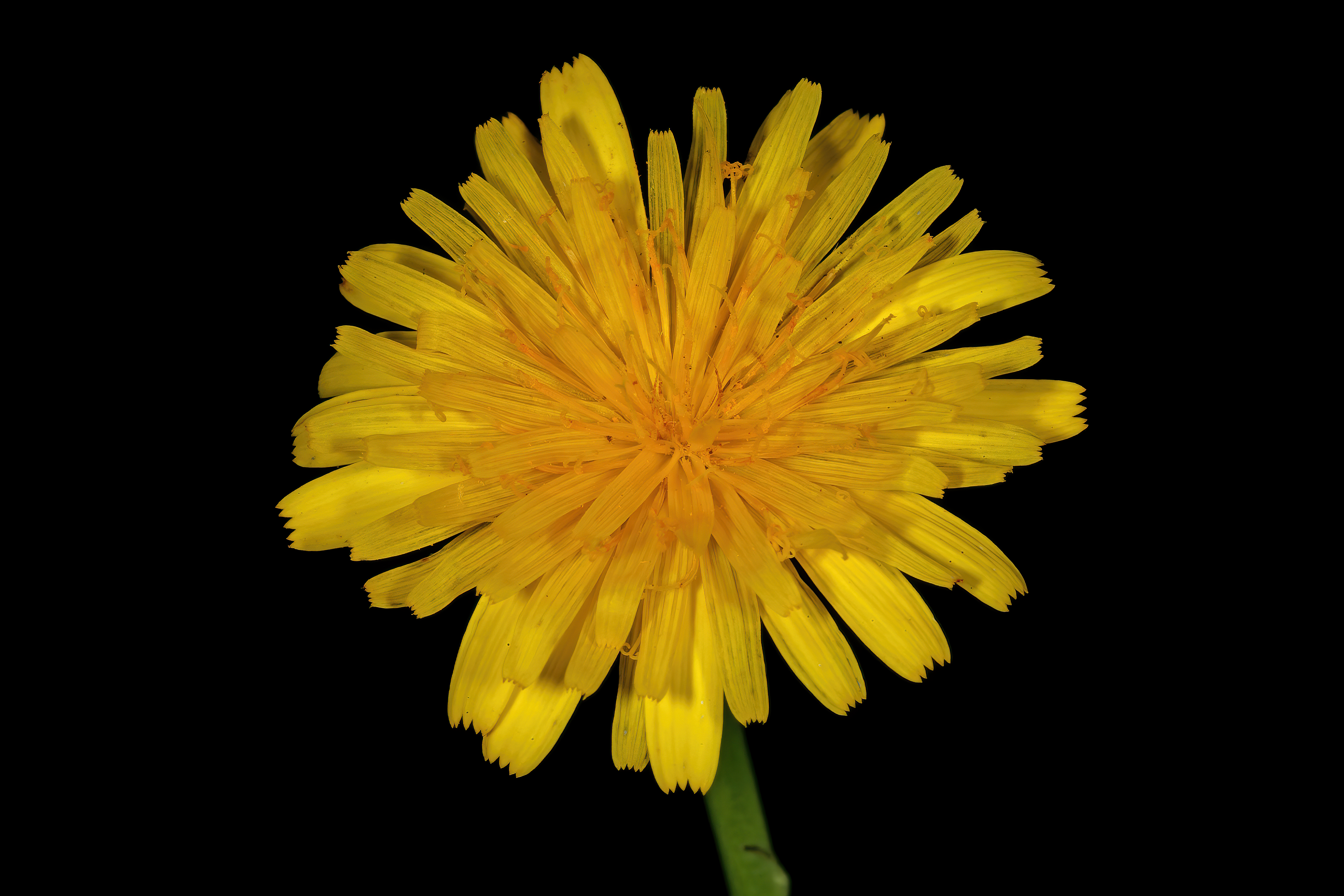
Crepis hypochaeridea

## I
- Crepis incana  Sm.
- Crepis insignis  Babc.
- Crepis insularis  Moris & De Not.
- Crepis intermedia  A.Gray

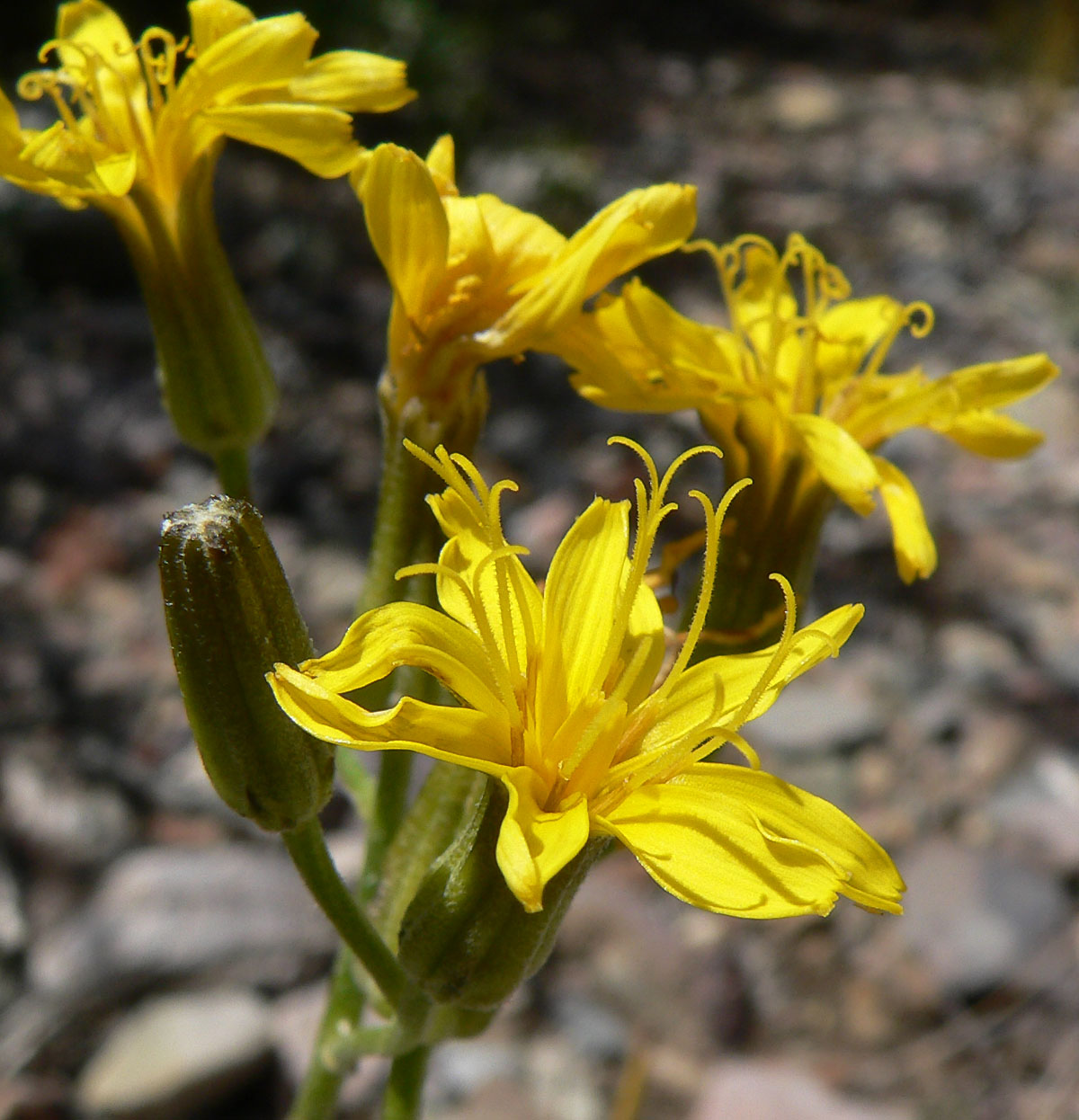
Crepis intermedia

## J
- Crepis jacquinii  Tausch
- Crepis juvenalis  (Delile) F.W.Schultz

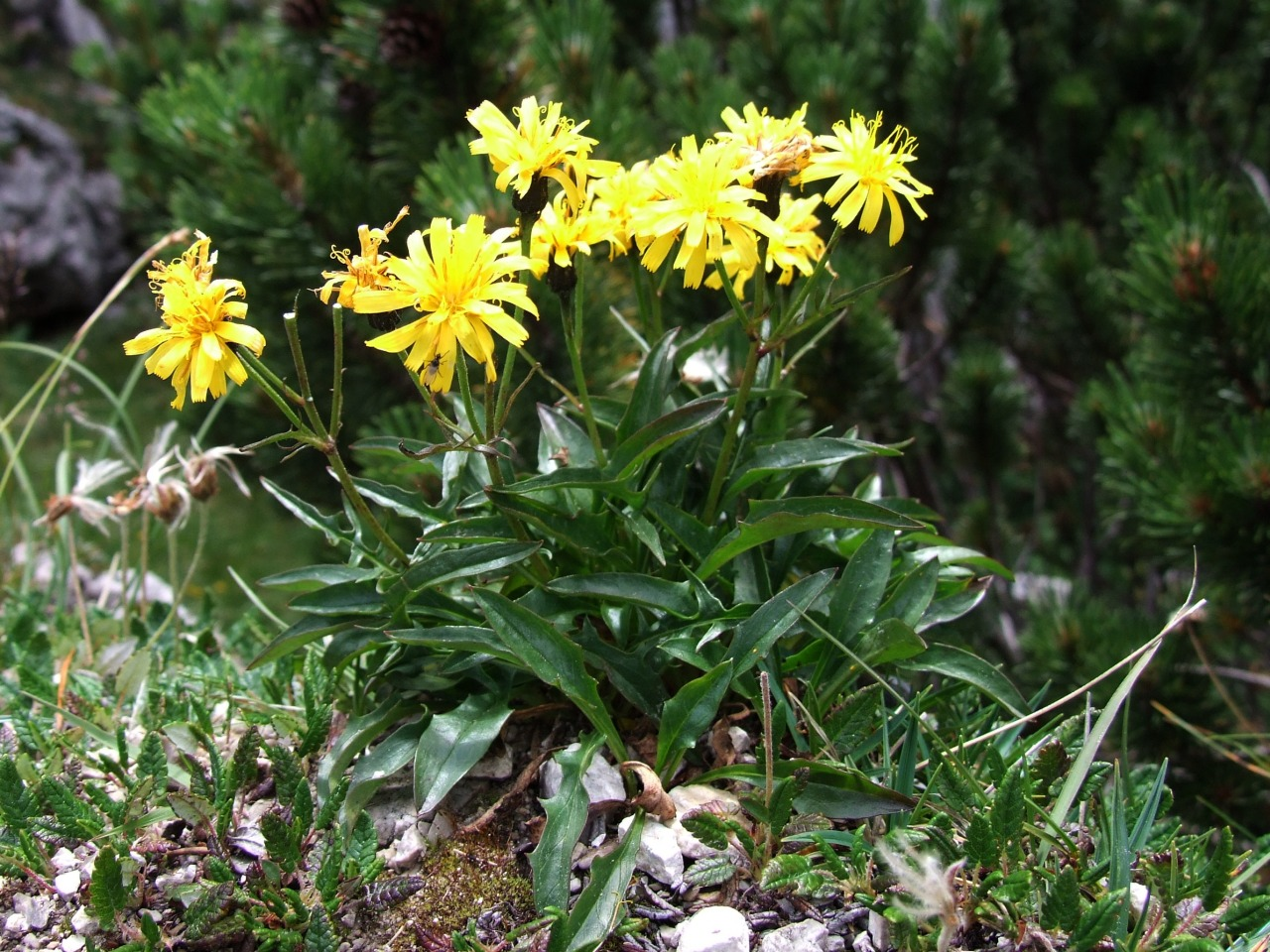
Crepis jacquini

## K
- Crepis karakuschensis  Czerep.
- Crepis kashmirica  Babc.
- Crepis khorassanica  Boiss.
- Crepis koelzii  Babc.
- Crepis kotschyana  (Boiss.) Boiss.
- Crepis kurdica  Rech.f.

## L
- Crepis lacera   Ten.
- Crepis lampsanoides   (Gouan) Tausch

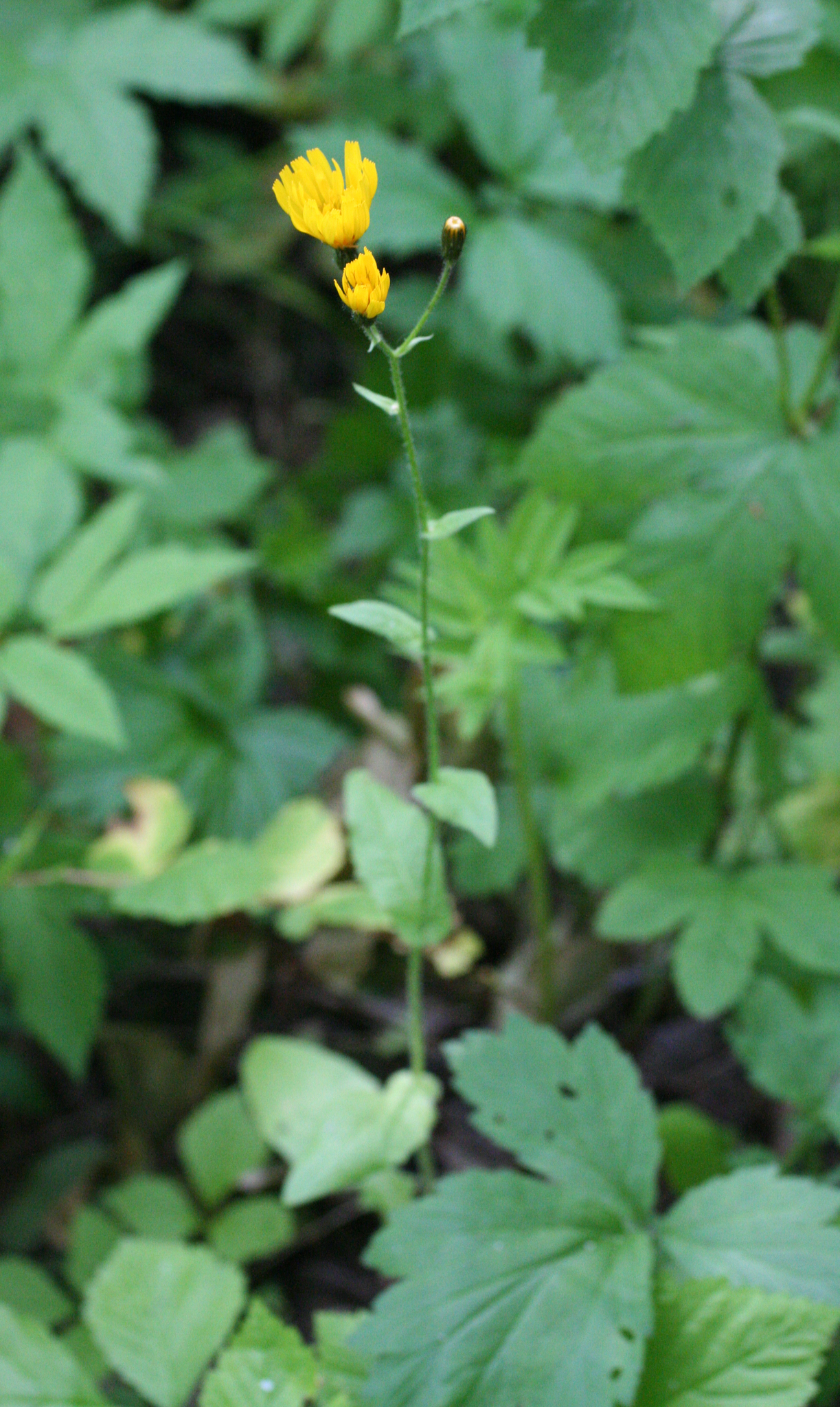
Crepis lyrata

- Crepis leontodontoides   All.
- Crepis libanotica   J.Thiébaut
- Crepis libyca   (Pamp.) Babc.
- Crepis lignea   (Vaniot) Babc.
- Crepis litardieri   Emb.
- Crepis lomonosovae   Tzvelev
- Crepis lyrata   (L.) Froel.

- Crepis lyrata

## M
- Crepis macedonica   Kitan.
- Crepis macropus   Boiss. & Heldr.
- Crepis magellensis   F.Conti & Uzunov
- Crepis marschallii   F.Schultz
- Crepis meifenggensis   S.S.Ying
- Crepis merxmuelleri   Kamari & Hartvig
- Crepis micrantha   Czerep.
- Crepis microtaraxaconoides   P.Fourn.
- Crepis miyabei   Tatew. & Kitam.
- Crepis modocensis   Greene
- Crepis mollis   (Jacq.) Asch.
- Crepis monrealensis   Pau
- Crepis monticola   Coville
- Crepis muhlisii   Babc.
- Crepis multicaulis   Ledeb.
- Crepis multiflora   Sm.

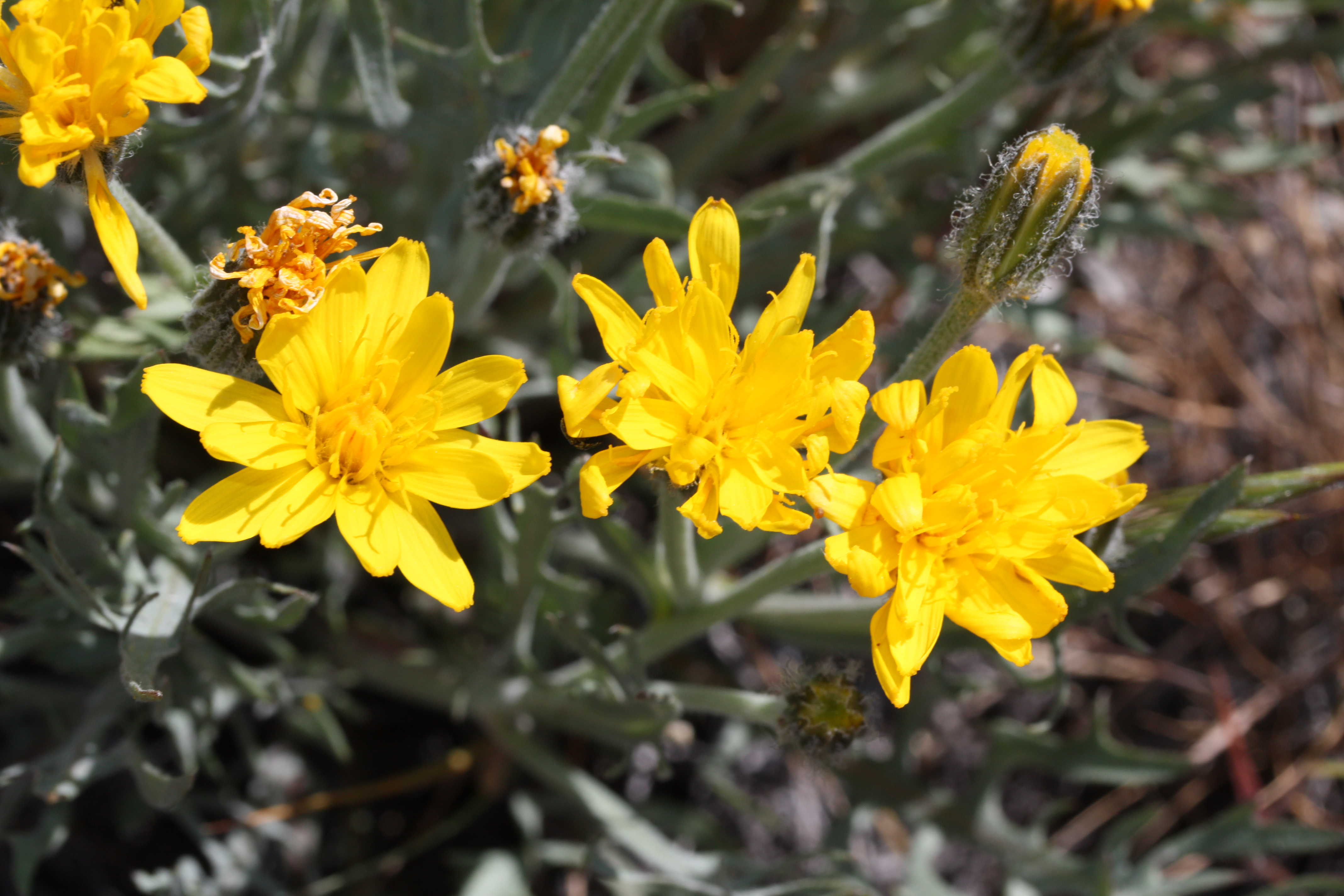
Crepis modocensis
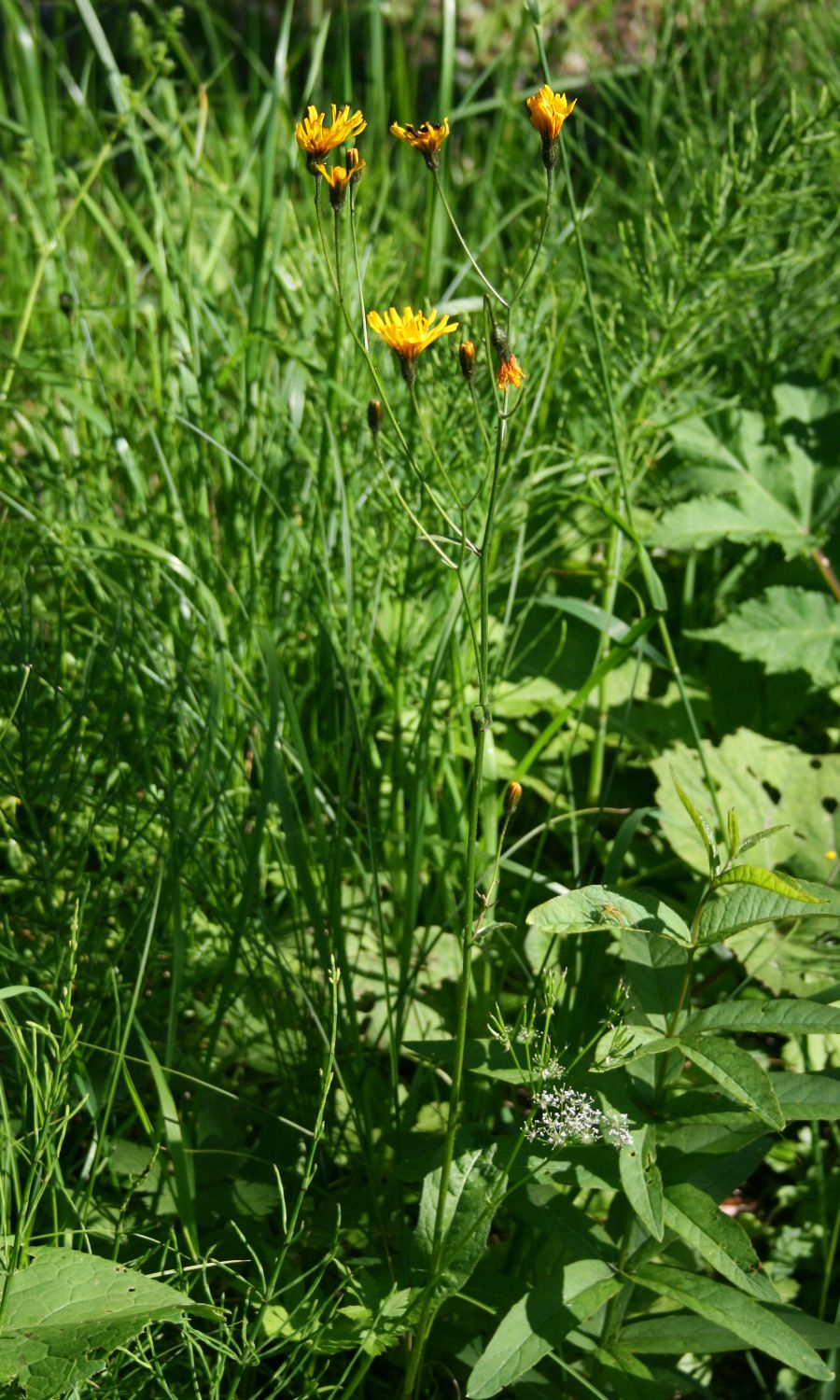
Crepis mollis
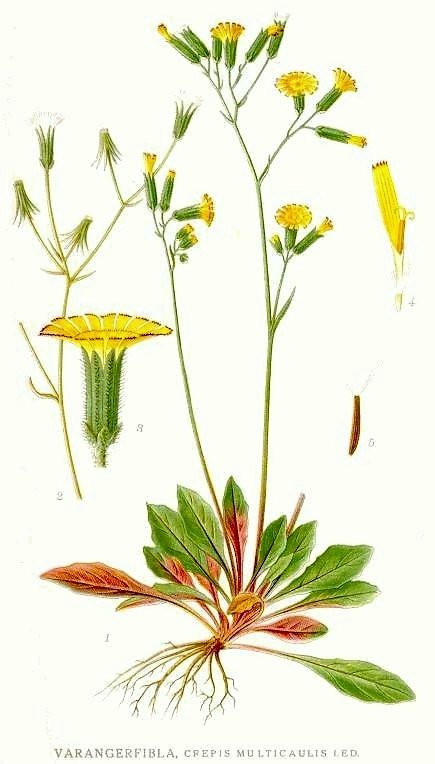
Crepis multicaulis

## N
- Crepis napifera  (Franch.) Babc.
- Crepis neglecta  L.
- Crepis newii  Oliv. & Hiern
- Crepis nicaeensis  Balb.
- Crepis nigrescens  Pohle
- Crepis nigricans  Viv.
- Crepis noronhaea  Babc. ex Jenkins
- Crepis novoana  S.Ortiz, X.Soñora & Rodr.Oubiña

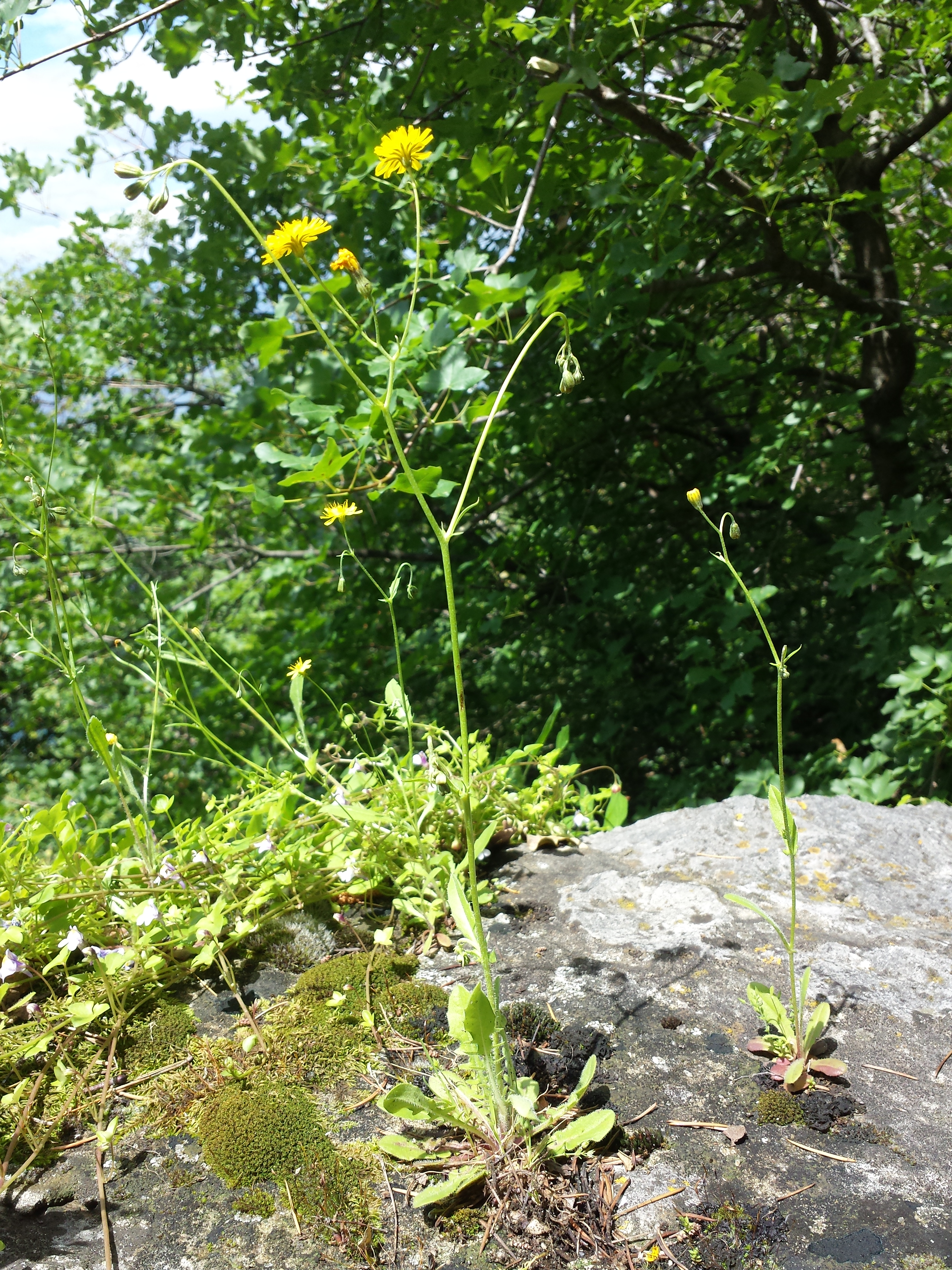
Crepis neglecta
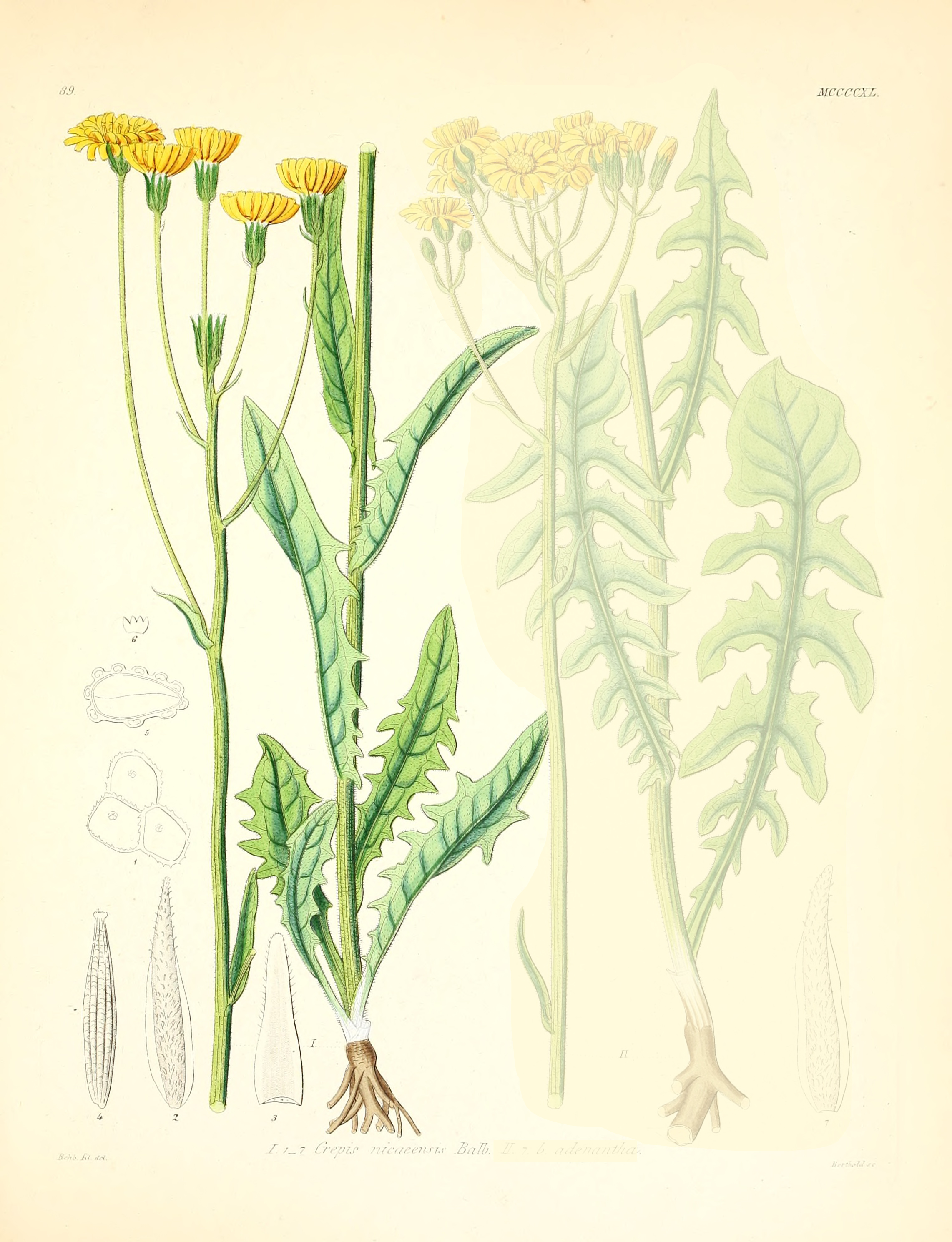
Crepis nicaeensis
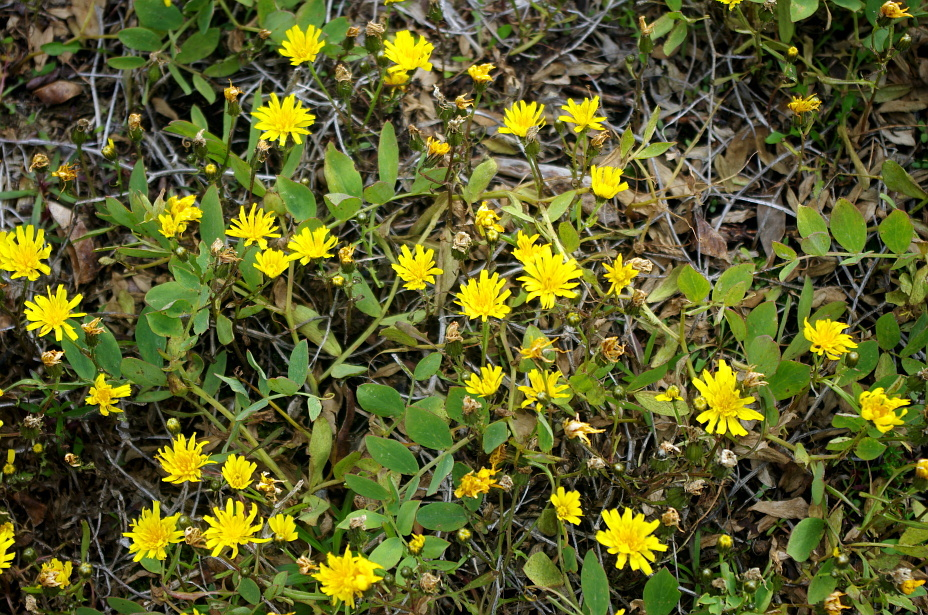
Crepis nigrescens

## O
- Crepis occidentalis  Nutt.
- Crepis oporinoides  Boiss. ex Froel.
- Crepis oreadis  Schrenk

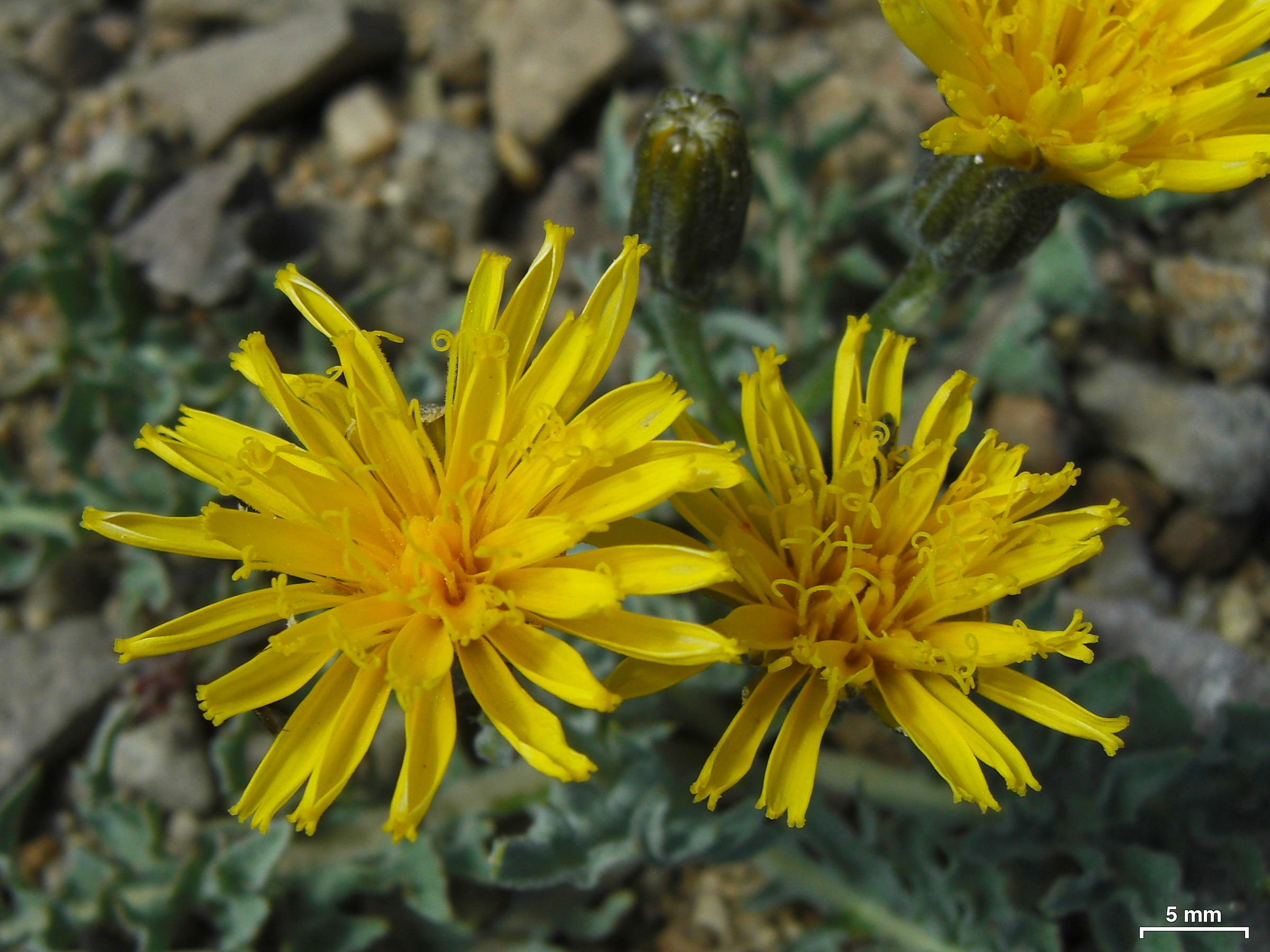
Crepis occidentalis

## P
- Crepis palaestina  (Boiss.) Bornm.
- Crepis paludosa  (L.) Moench
- Crepis paniculas  C.Presl
- Crepis pannonica  (Jacq.) K.Koch
- Crepis pantocsekii  (Vis.) Latzel
- Crepis papposissima  Babc.
- Crepis patula  Poir.
- Crepis phoenix  Dunn
- Crepis pleurocarpa  A.Gray
- Crepis pontana  (L.) Dalla Torre
- Crepis porrifolia  D.Don
- Crepis praemorsa  (L.) Tausch
- Crepis pterothecoides  Boiss.
- Crepis pulchra  L.
- Crepis pulmonariifolia  Froel.
- Crepis purpurea  (Willd.) M.Bieb.
- Crepis pusilla  (Sommier) Merxm.
- Crepis pygmaea  L.
- Crepis pyrenaica  (L.) Greuter

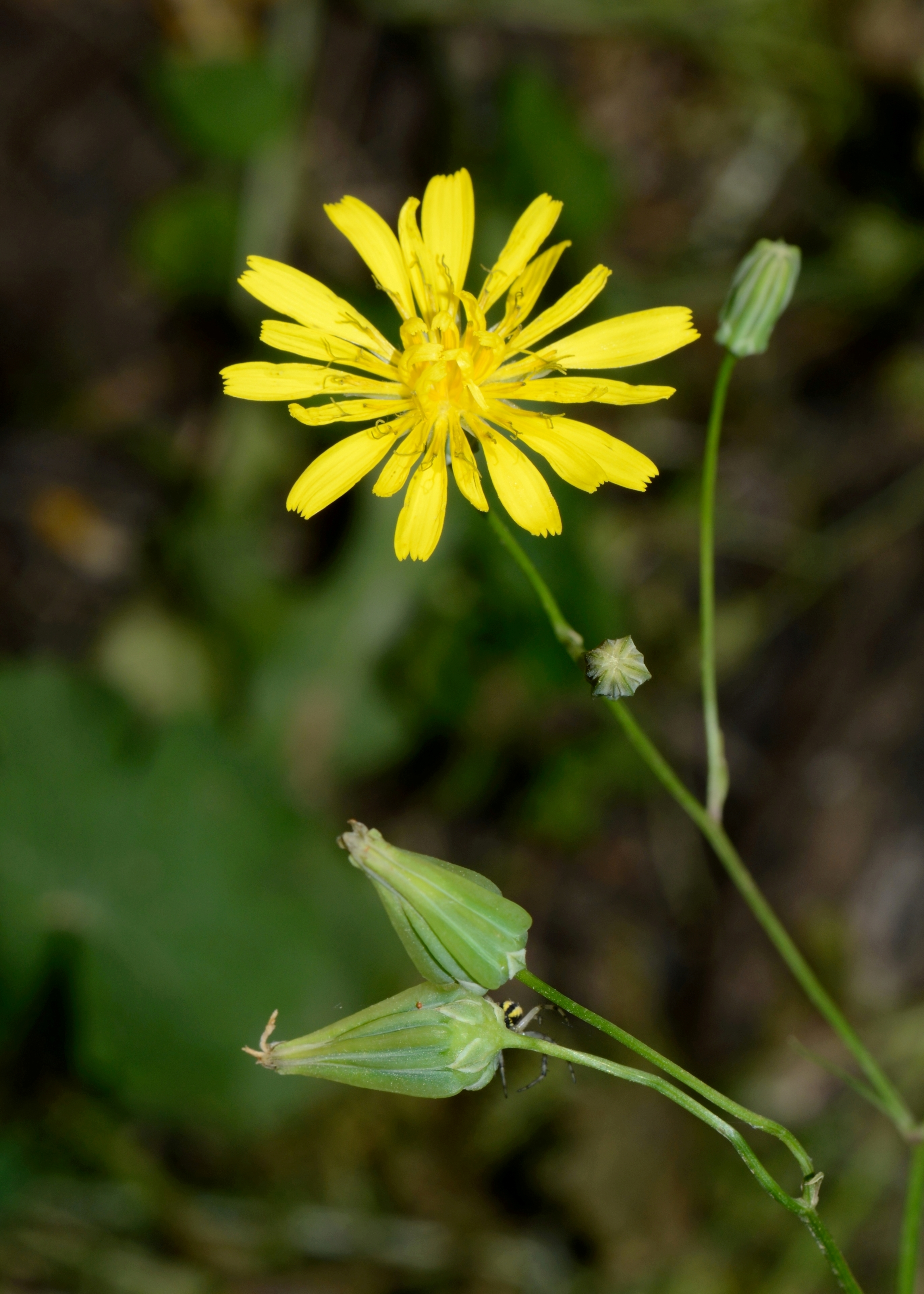
Crepis palaestina
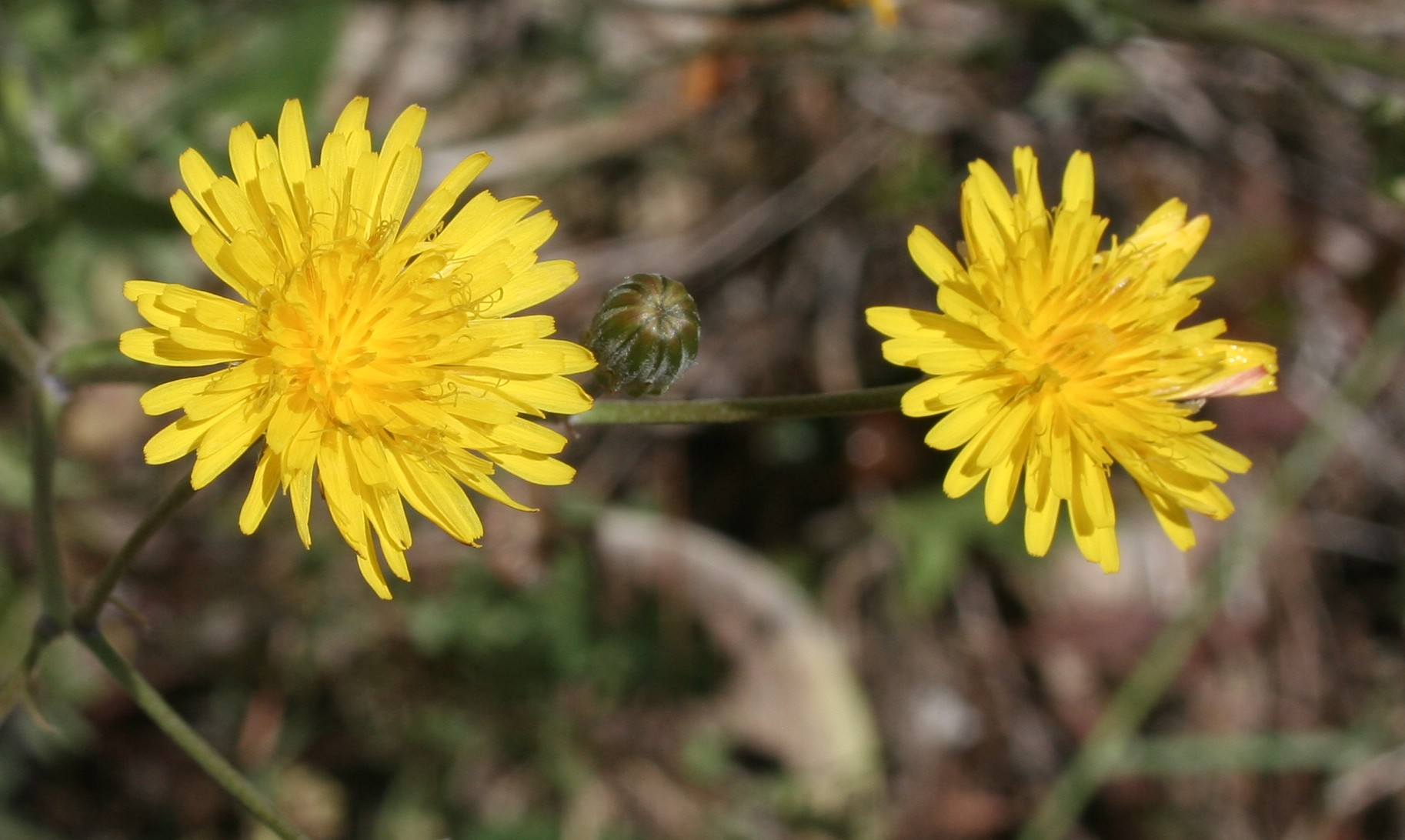
Crepis paludosa
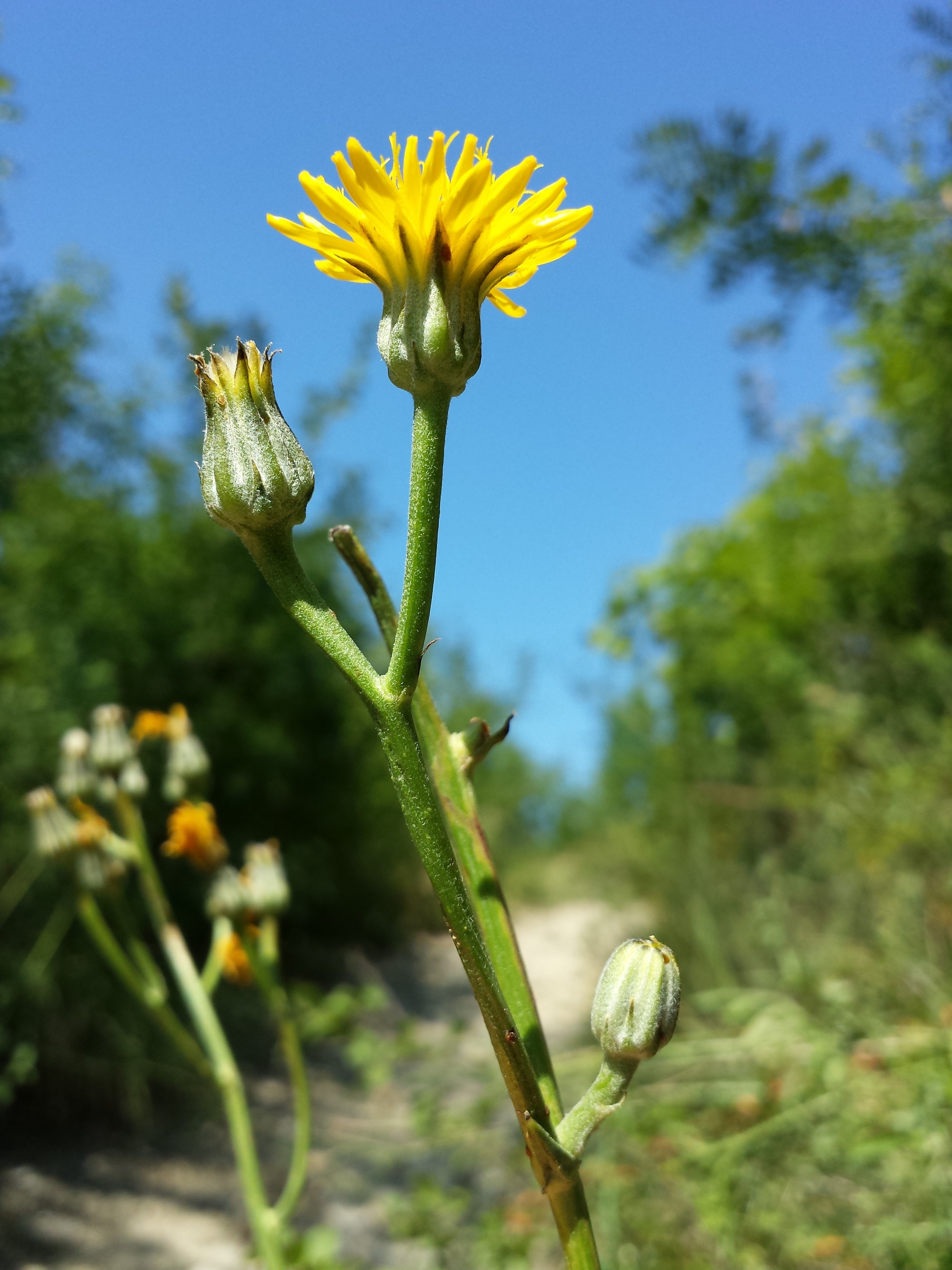
Crepis pannonica
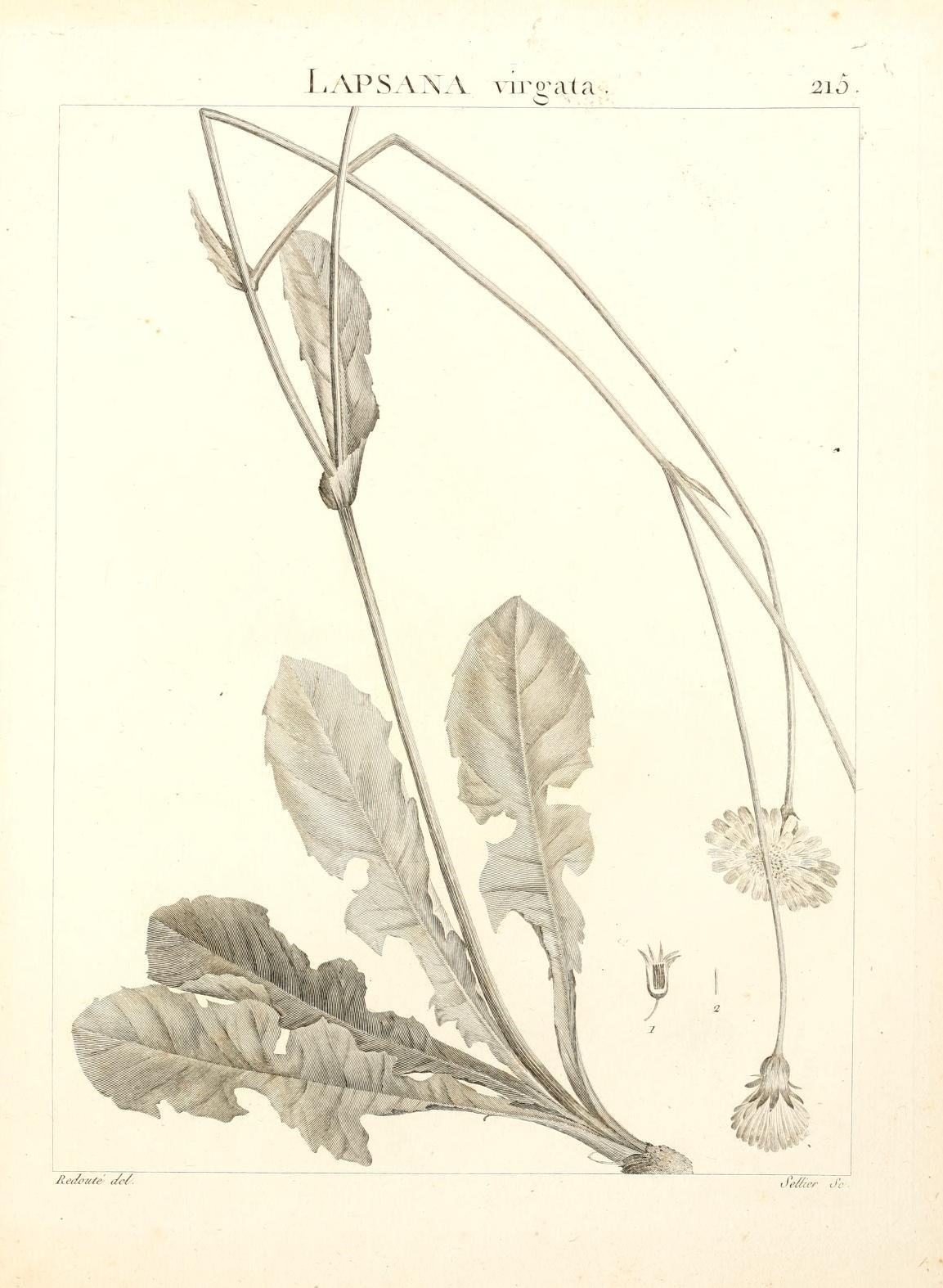
Crepis patula
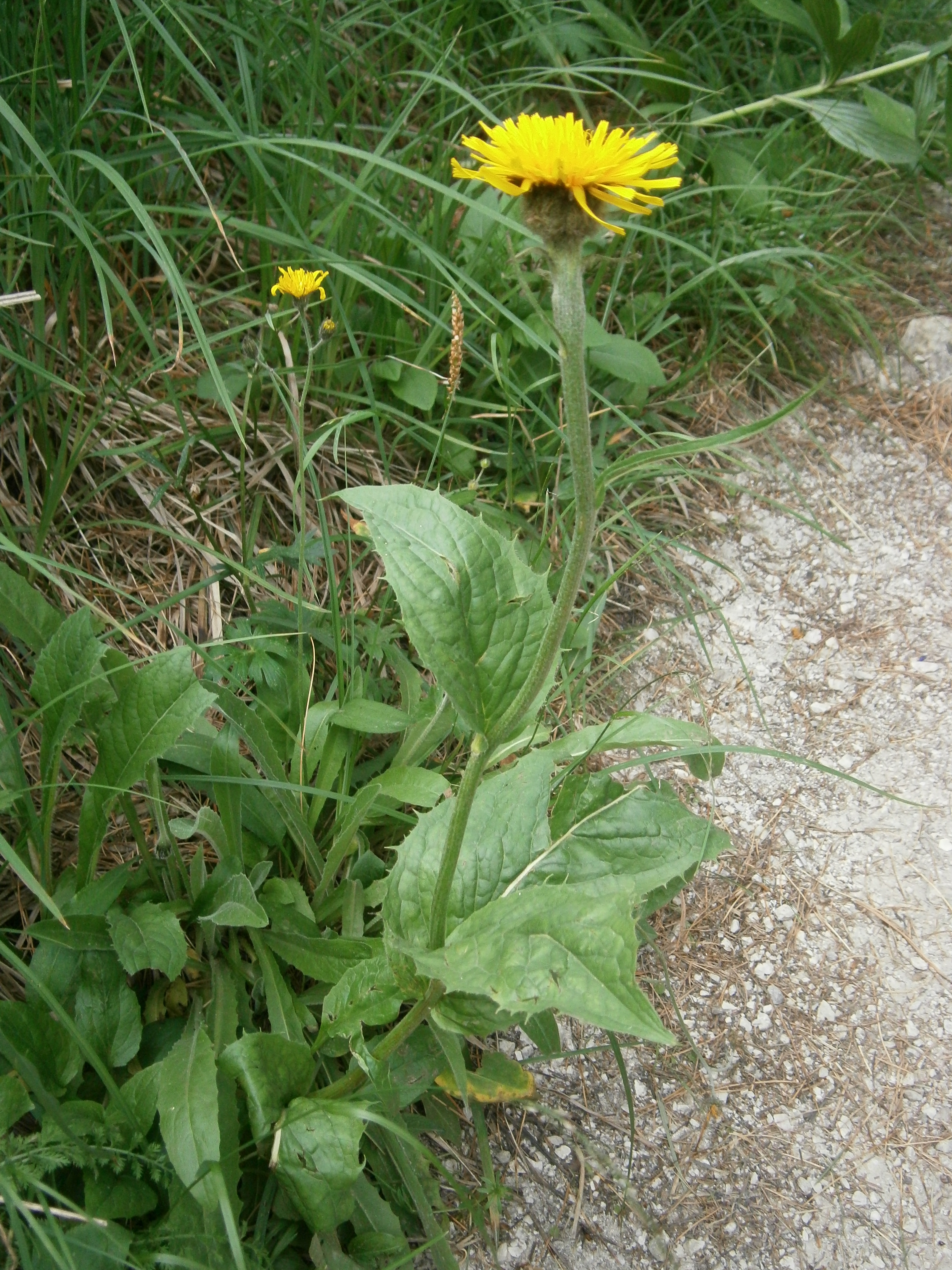
Crepis pontana
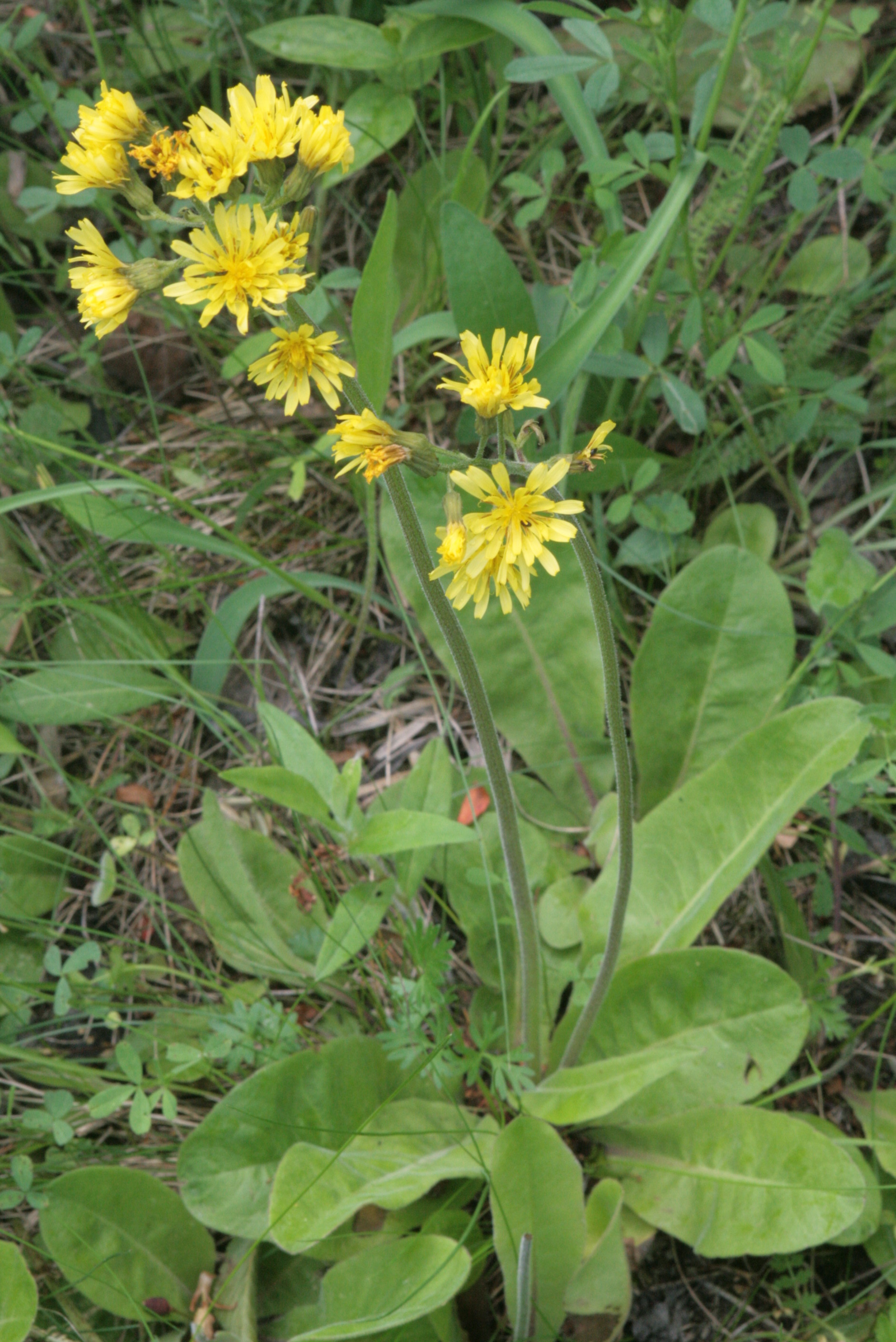
Crepis praemorsa
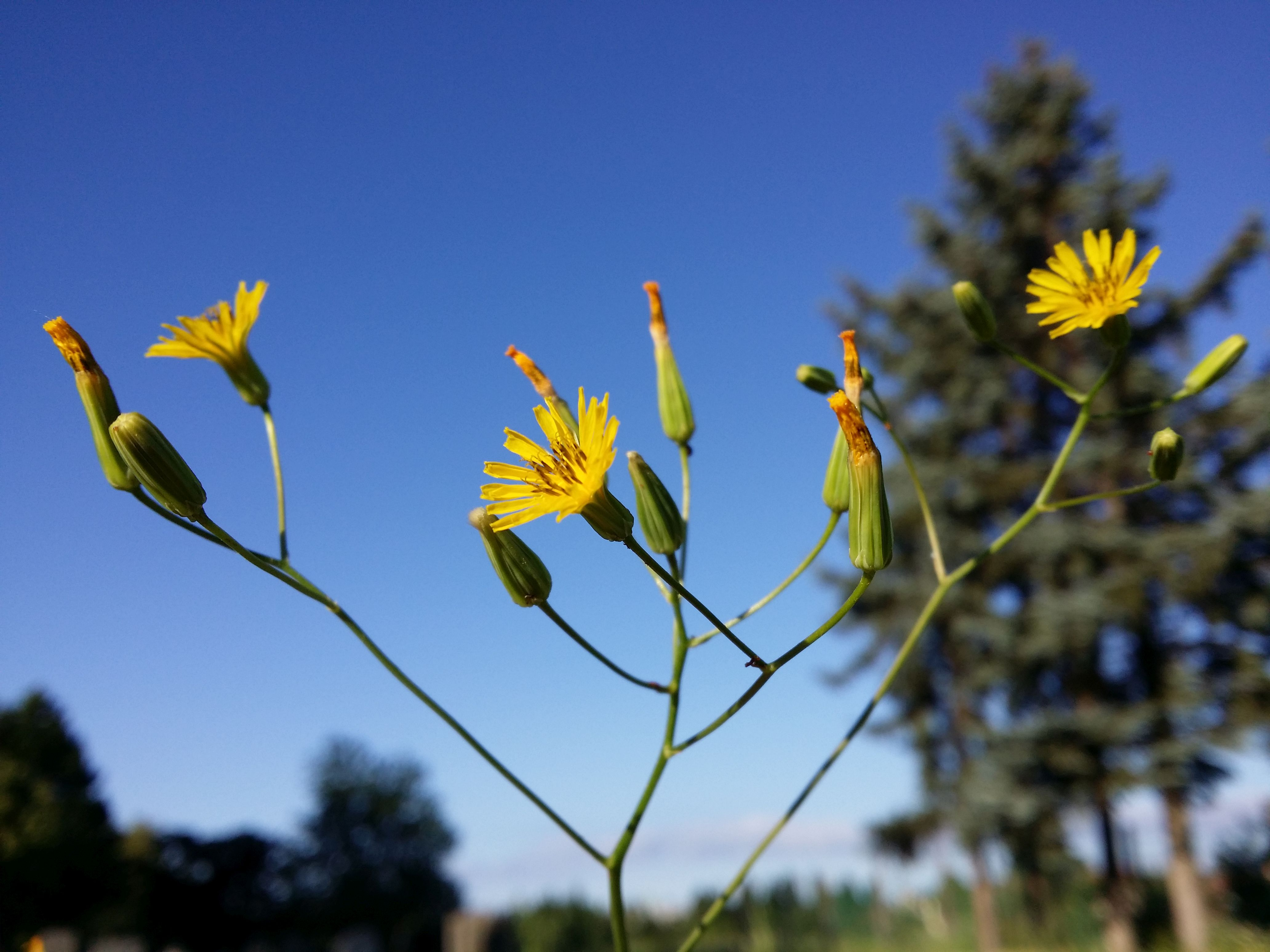
Crepis pulchra
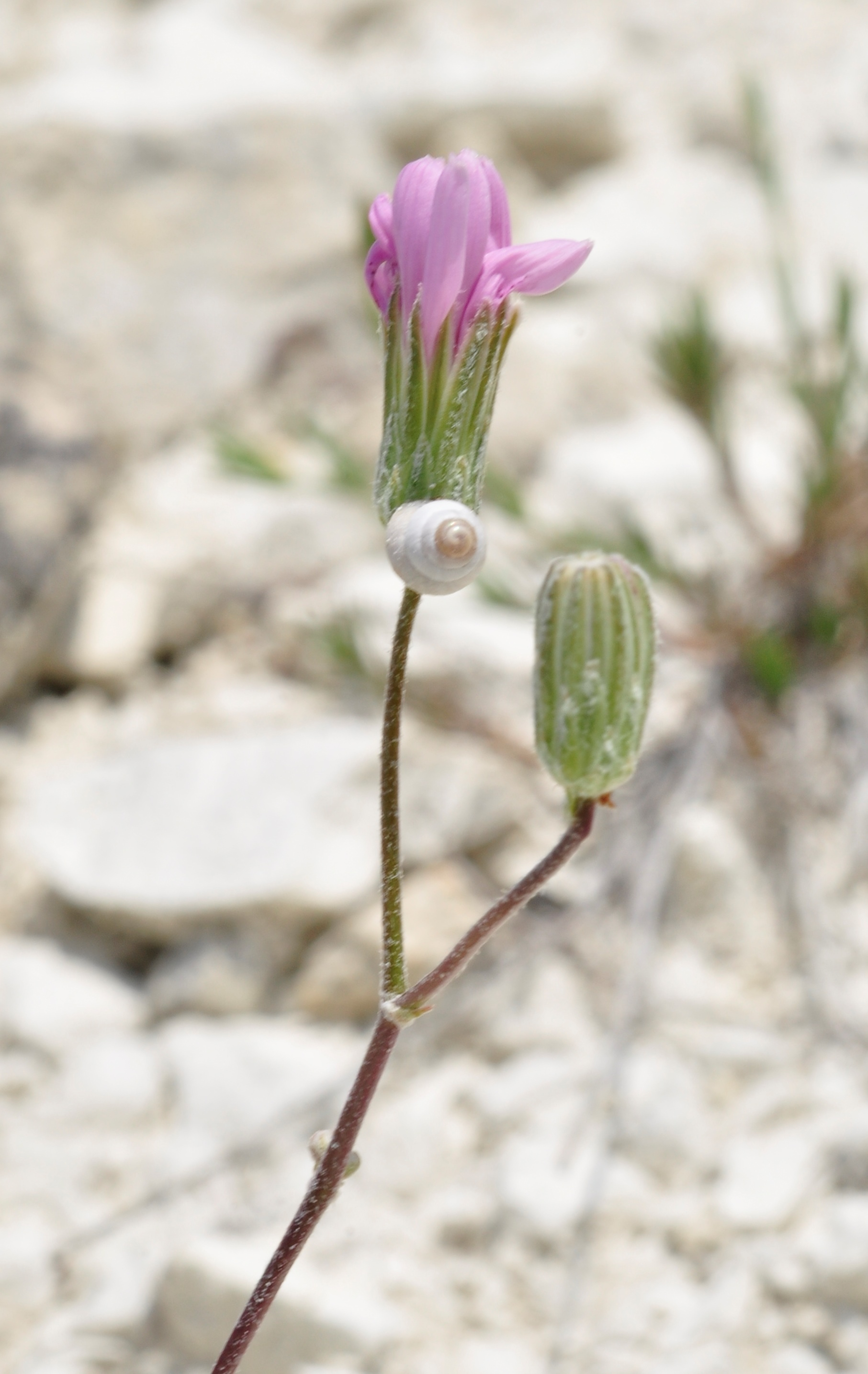
Crepis purpurea
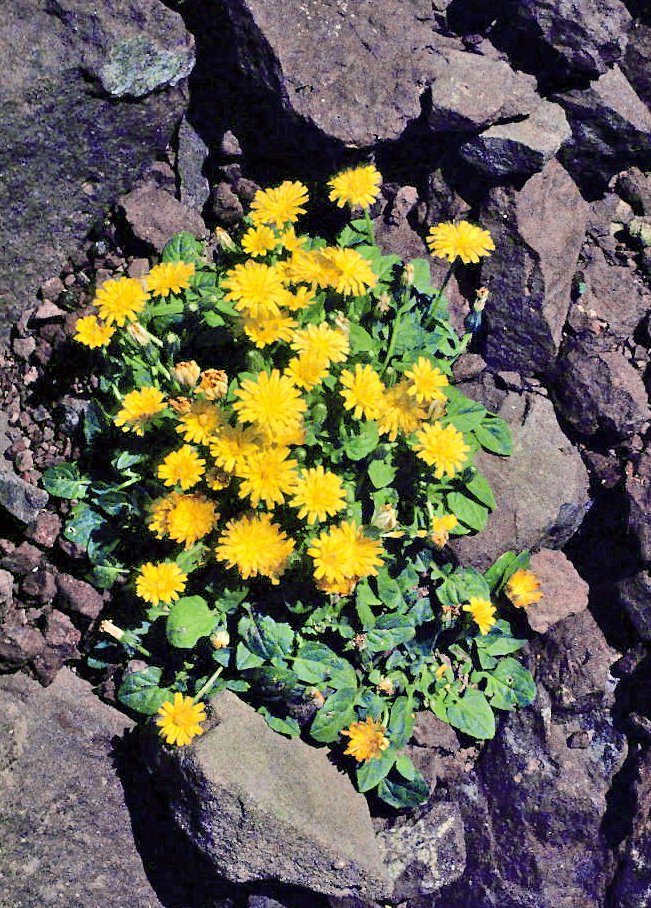
Crepis pygmaea
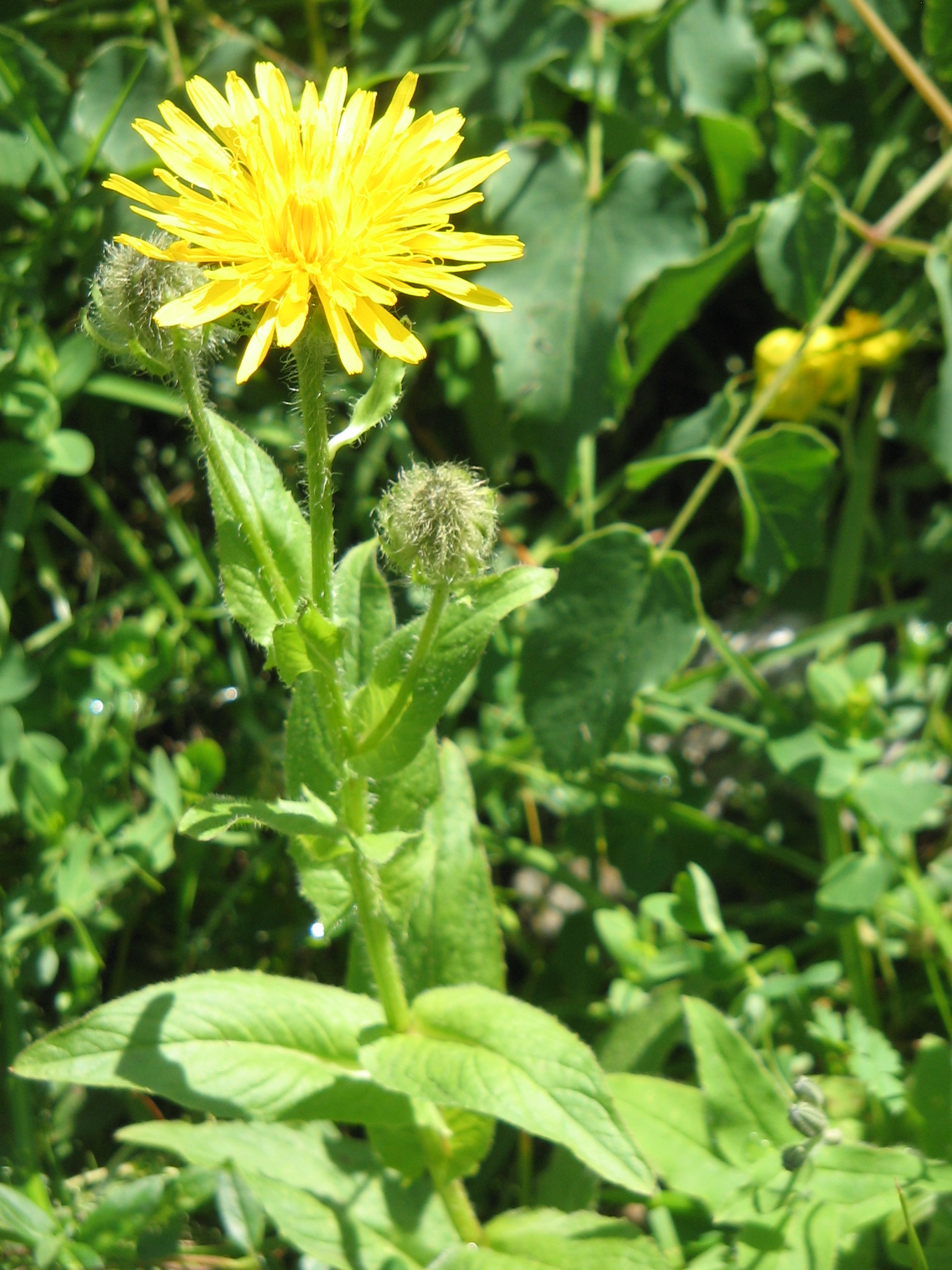
Crepis pyrenaica

## Q
- Crepis quercifolia  Bornm. & Gauba

## R
- Crepis ramosissima  d'Urv.
- Crepis reuteriana  Boiss.
- Crepis rhaetica  Hegetschw.
- Crepis rigescens  Diels
- Crepis robertioides  Boiss.
- Crepis rubra  L.
- Crepis rueppellii  Sch.Bip.
- Crepis runcinata  (E.James) Torr. & A.Gray

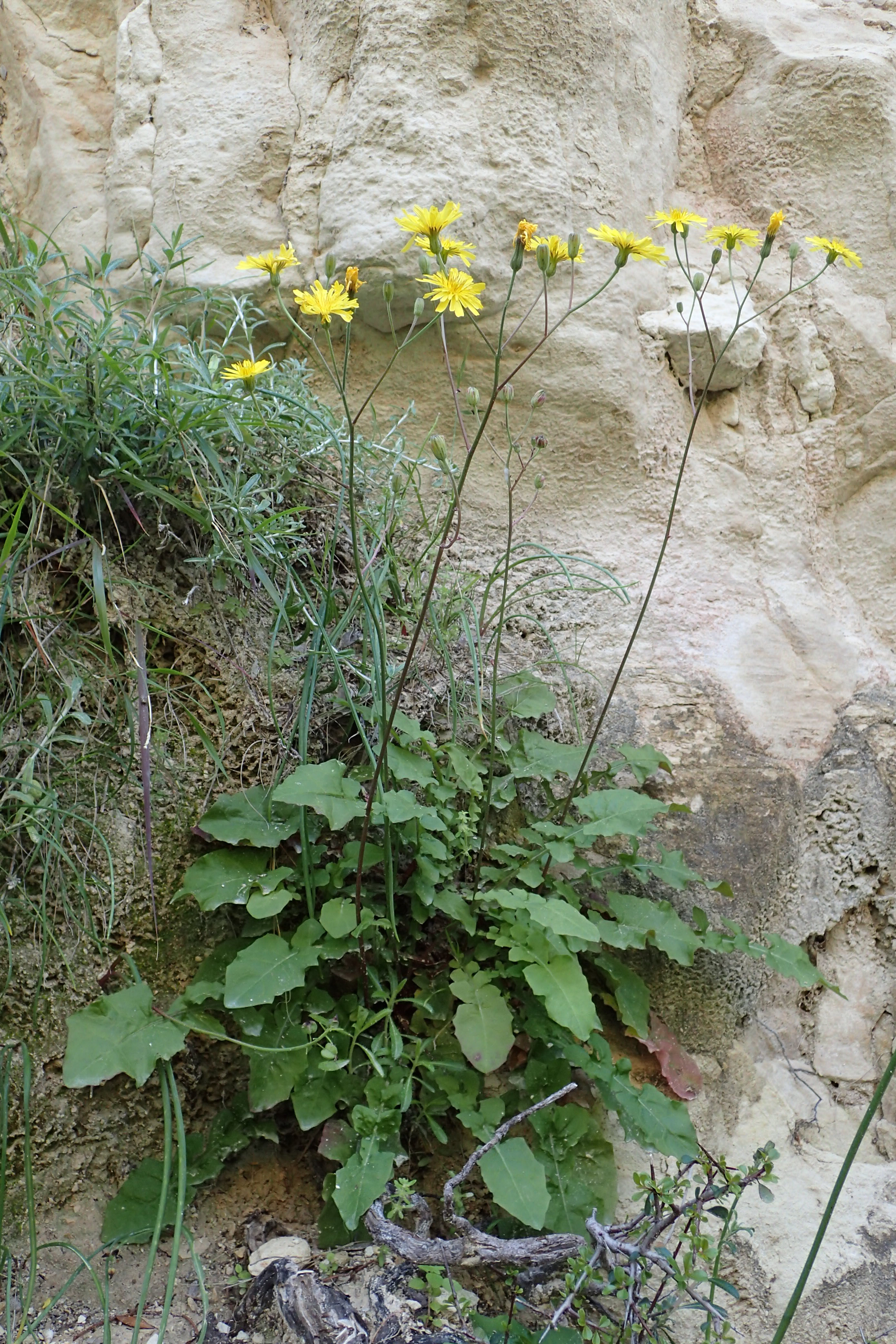
Crepis reuteriana
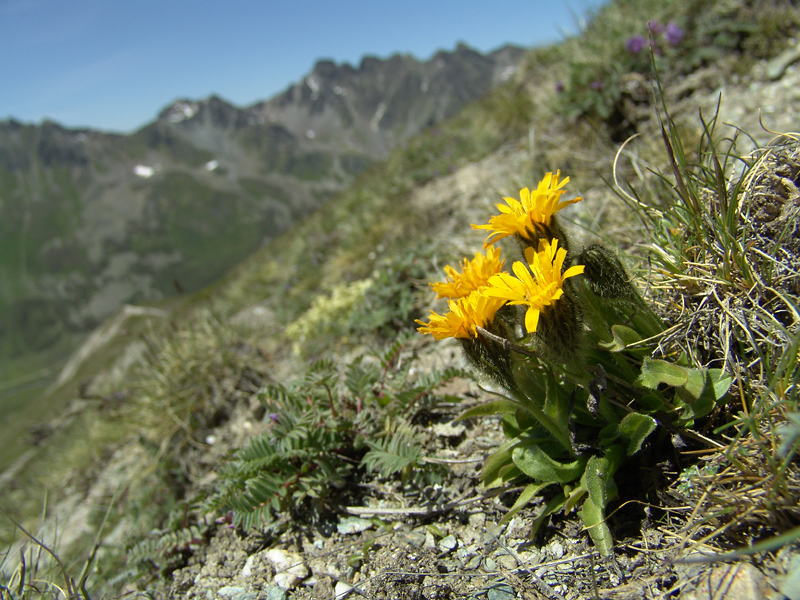
Crepis rhaetica
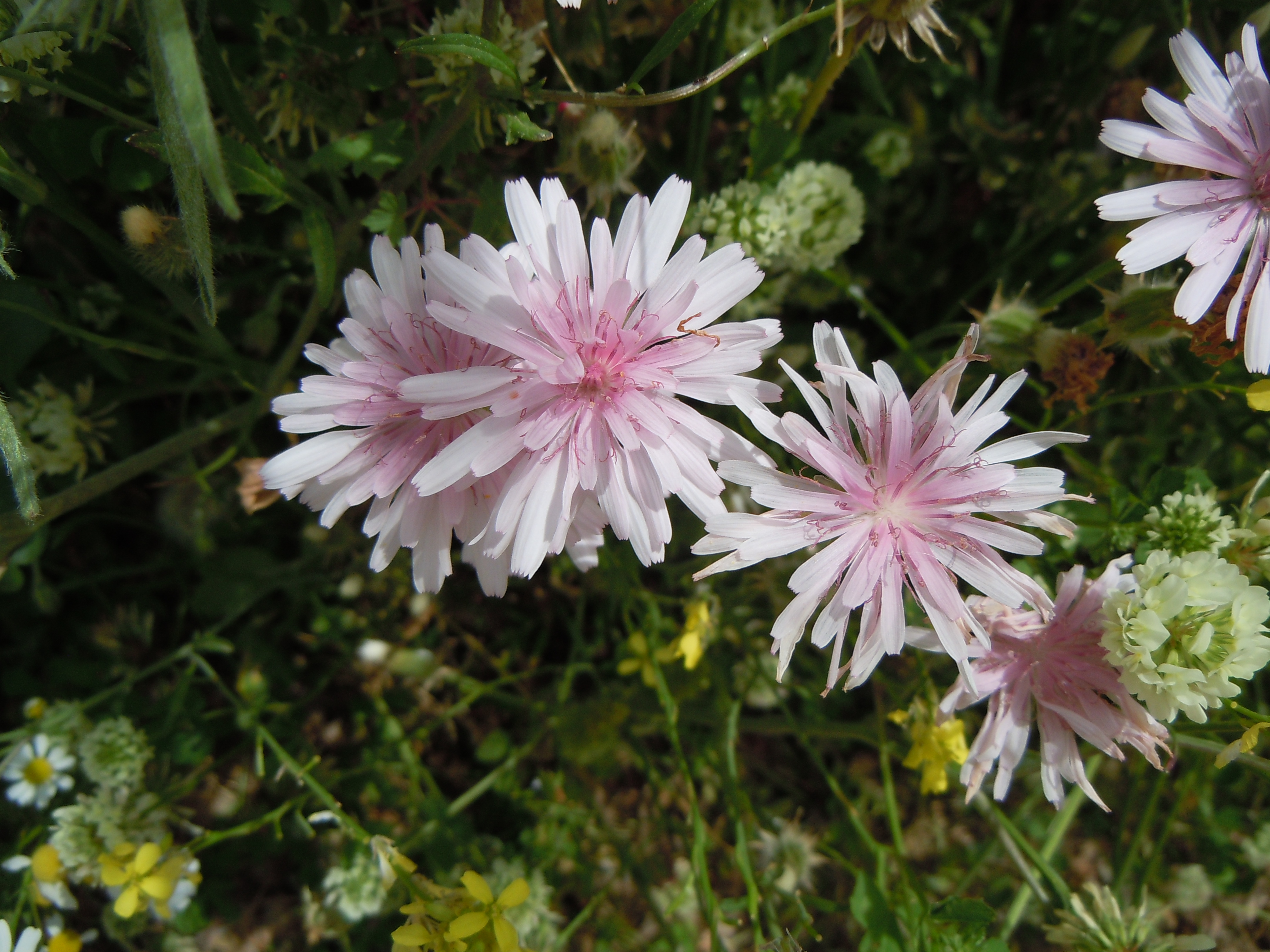
Crepis rubra
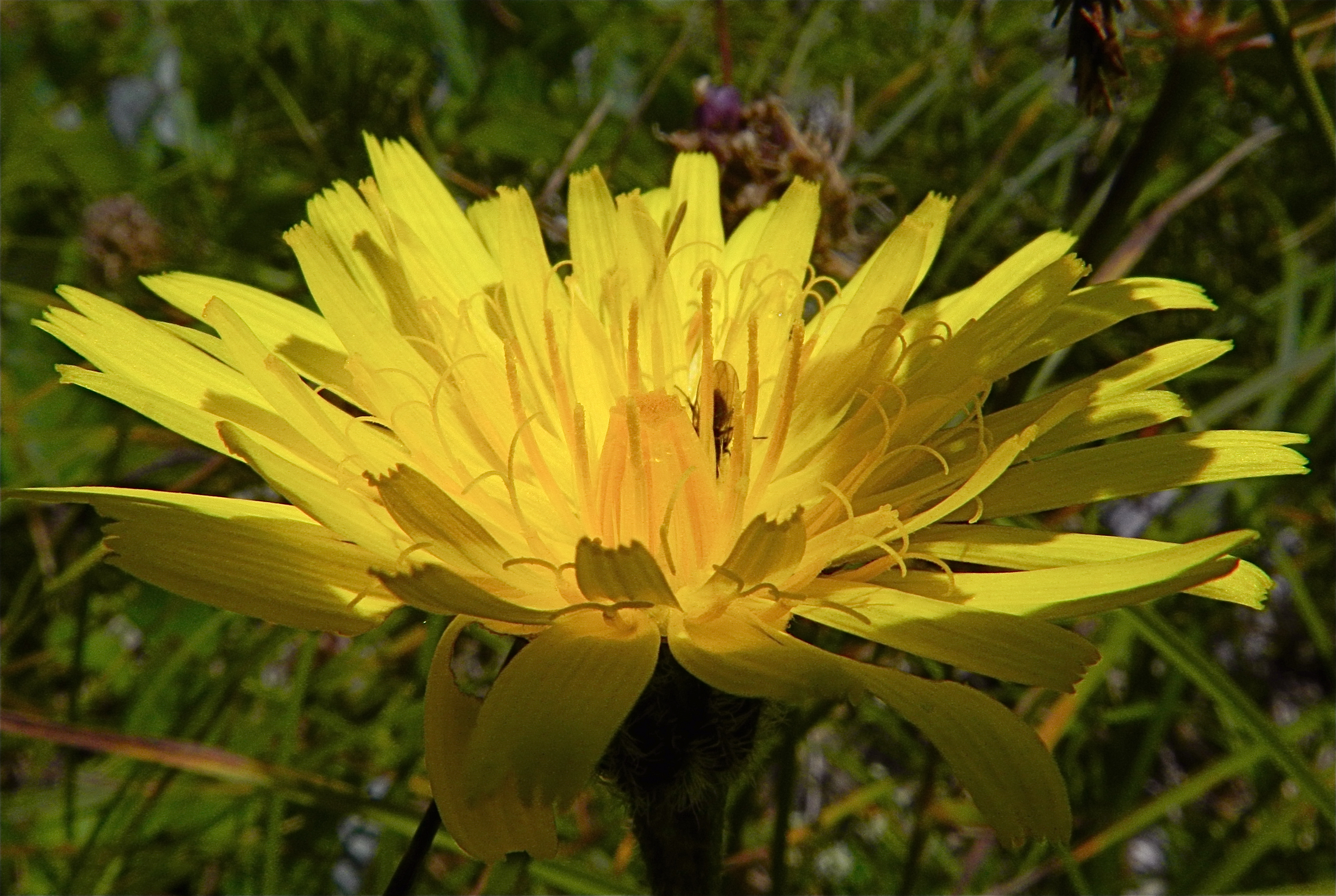
Crepis runcinata

## S
- Crepis sahendii  Boiss. & Buhse
- Crepis salzmannii  Babc.
- Crepis sancta  (L.) Bornm.
- Crepis schachtii  Babc.
- Crepis schultzii  Hochst. ex Oliv.
- Crepis semnanensis  Heidarnia & Assadi
- Crepis senecioides  Delile
- Crepis setosa  Haller f.
- Crepis sibirica  L.
- Crepis sibthorpiana  Boiss. & Heldr.
- Crepis smyrnaea  DC.
- Crepis sonchifolia  C.A.Mey.
- Crepis sprengelii  Nicotra
- Crepis stojanovii  T.Georgiev
- Crepis straussii  Bornm. & Bornm.
- Crepis subscaposa  Collett & Hemsl.
- Crepis suffreniana  Steud.
- Crepis syriaca  (Bornm.) Babc. & Navashin

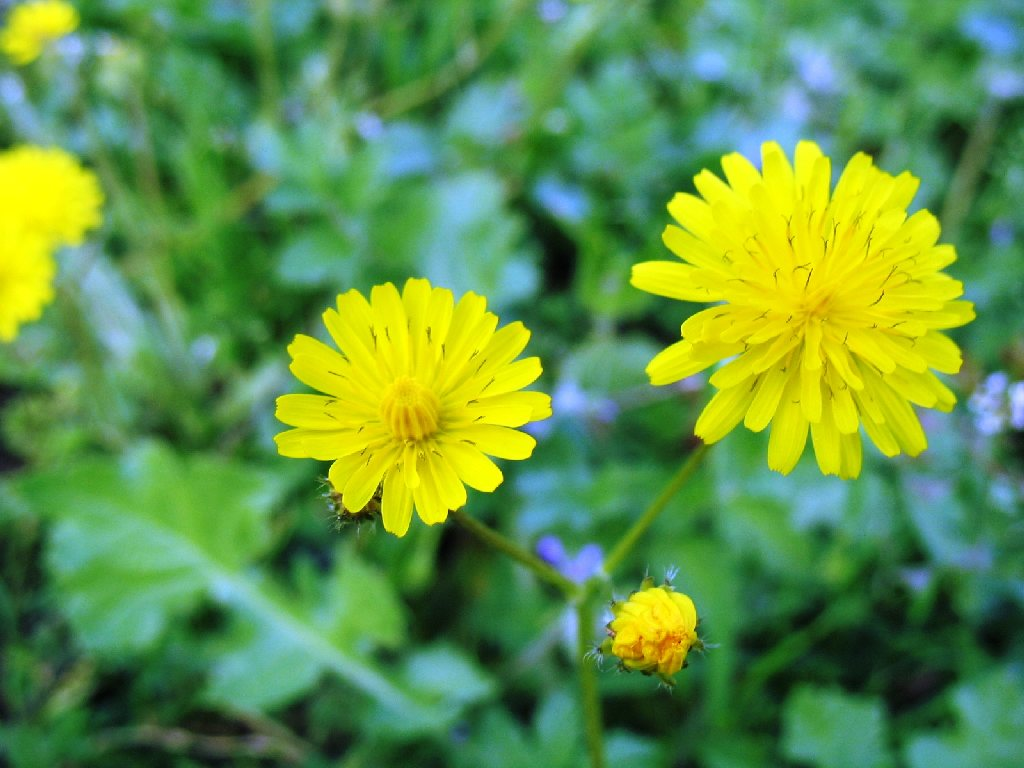
Crepis sancta
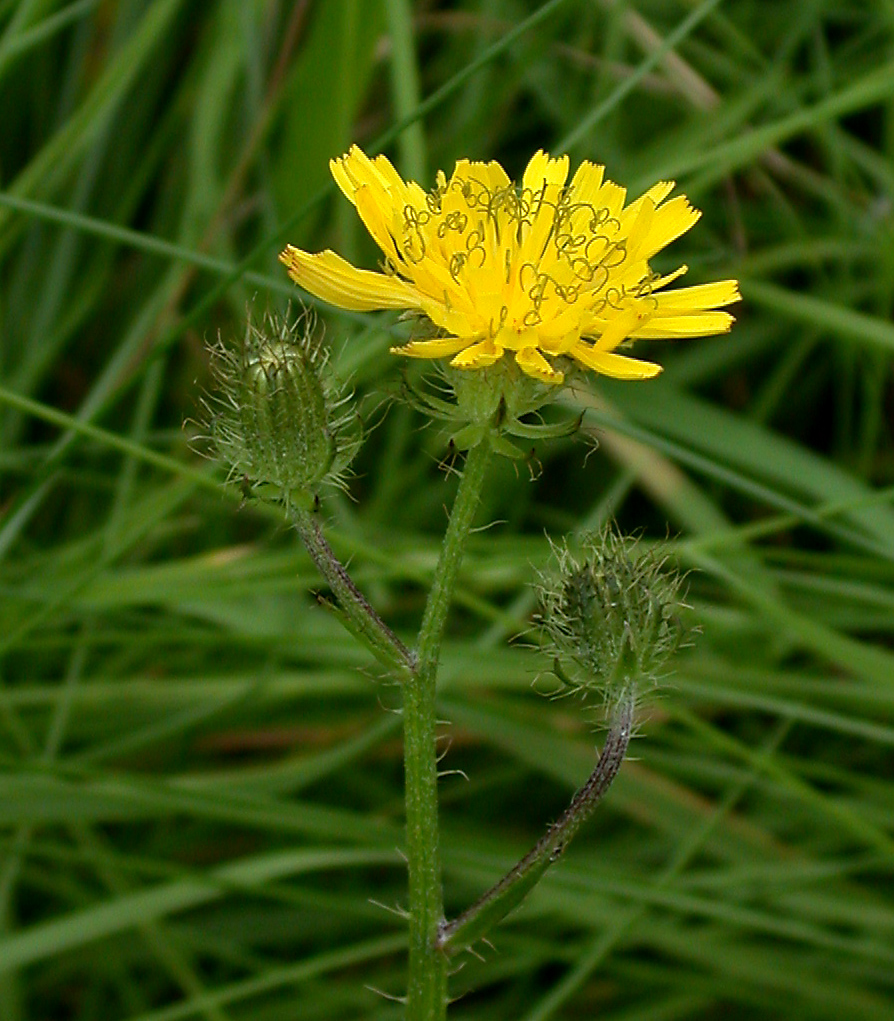
Crepis setosa
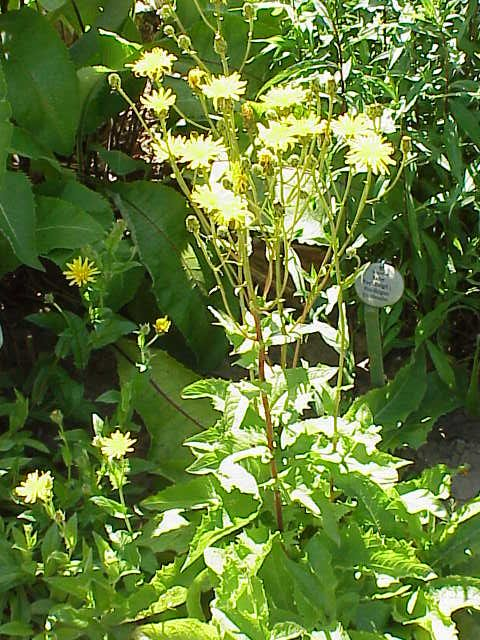
Crepis sibirica

## T
- Crepis tectorum  L.
- Crepis tenerrima  Sch.Bip. ex Oliv.
- Crepis terglouensis  A.Kern.
- Crepis thompsonii  Babc.
- Crepis tianshanica  C.Shih
- Crepis tingitana  Ball
- Crepis triasii  (Cambess.) Nyman
- Crepis trichocephala  (Krasch.) V.V.Nikitin
- Crepis tungusica  Egorova & Sipliv.
- Crepis turcica  Degen & Bald.
- Crepis turcomanica  Krasch.
- Crepis tybakiensis  Vierh.

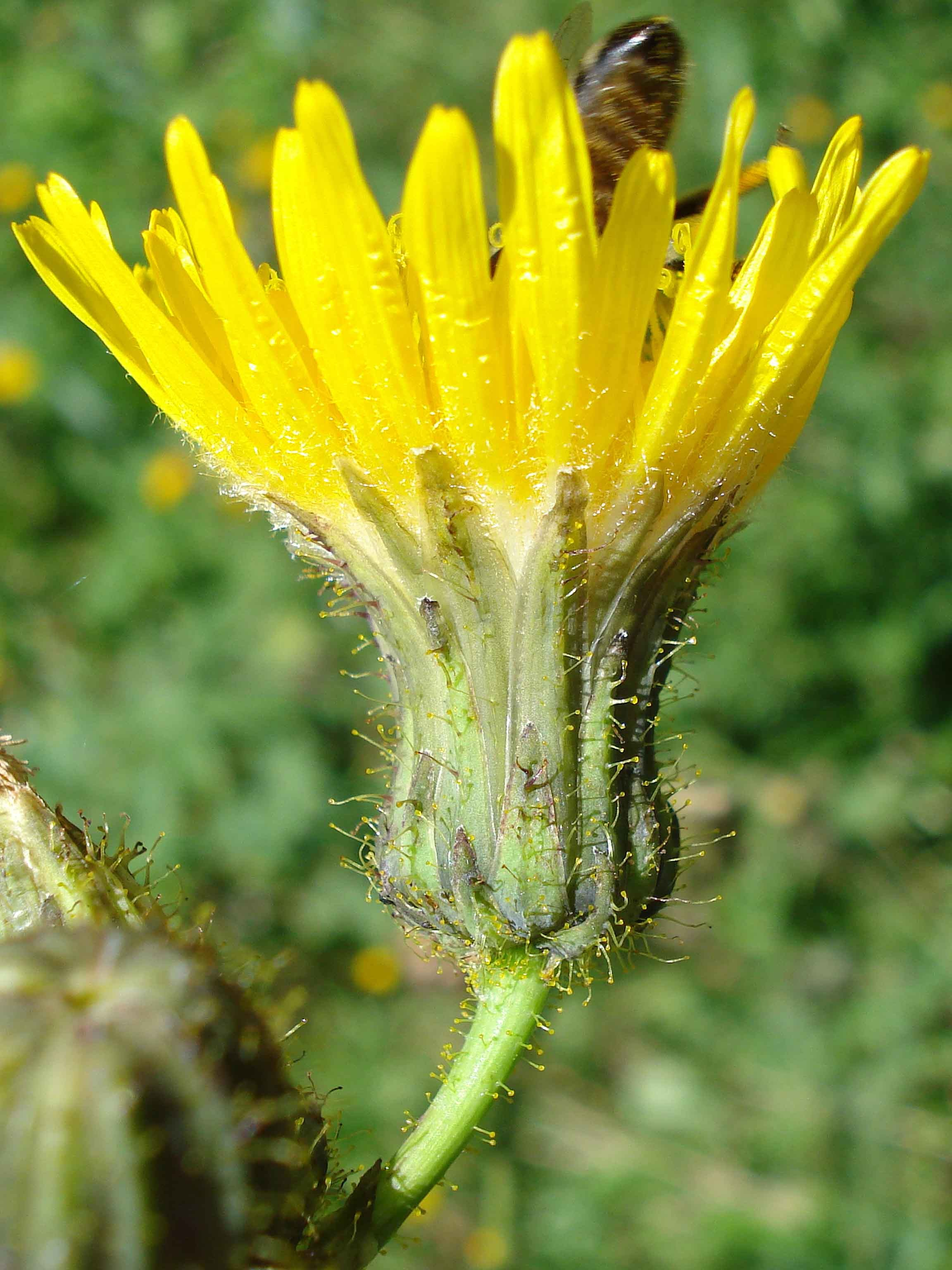
Crepis tectorum
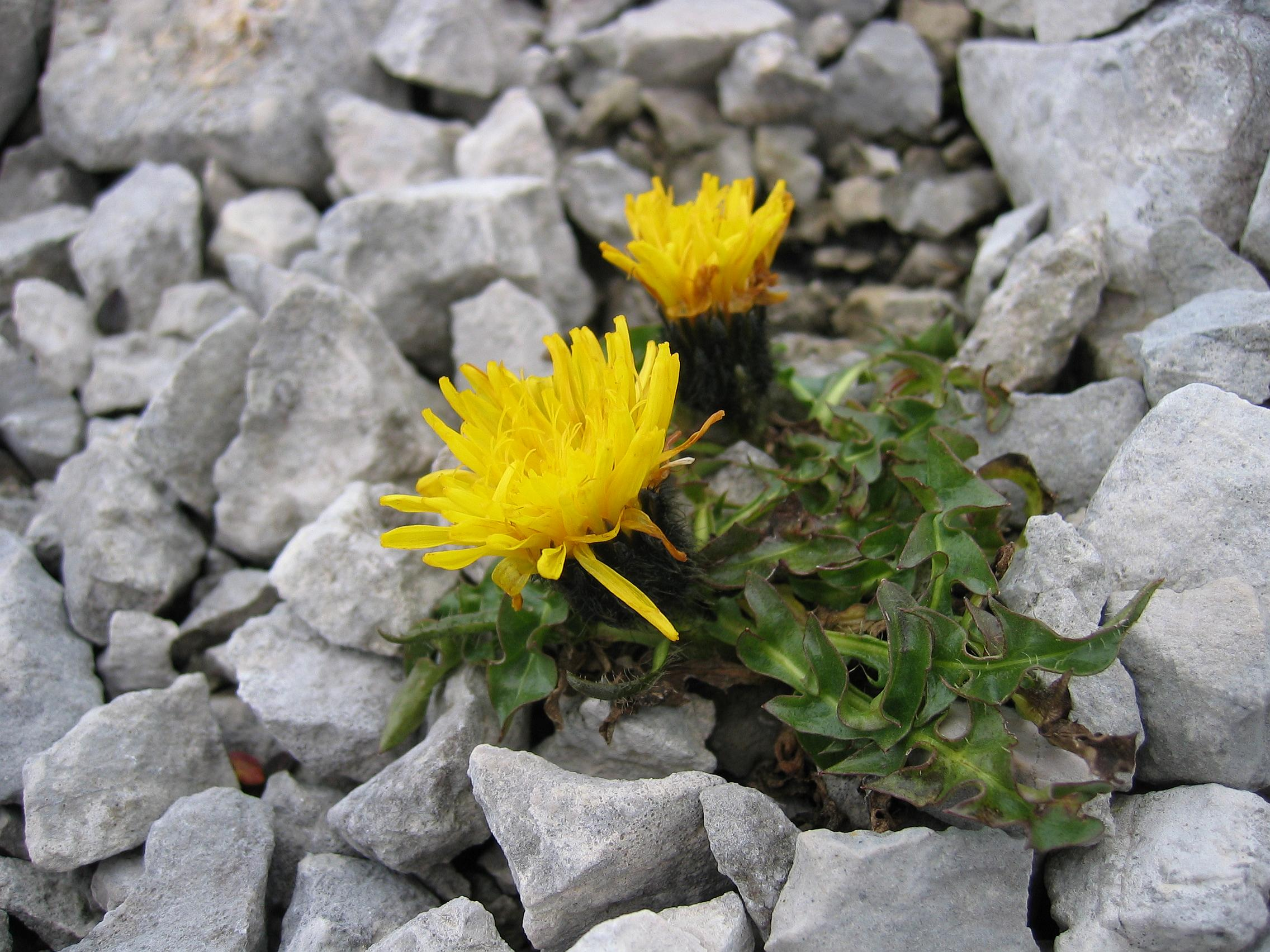
Crepis terglouensis

## U
- Crepis urundica  Babc.

## V
- Crepis vesicaria  L.
- Crepis viscidula  Froel.

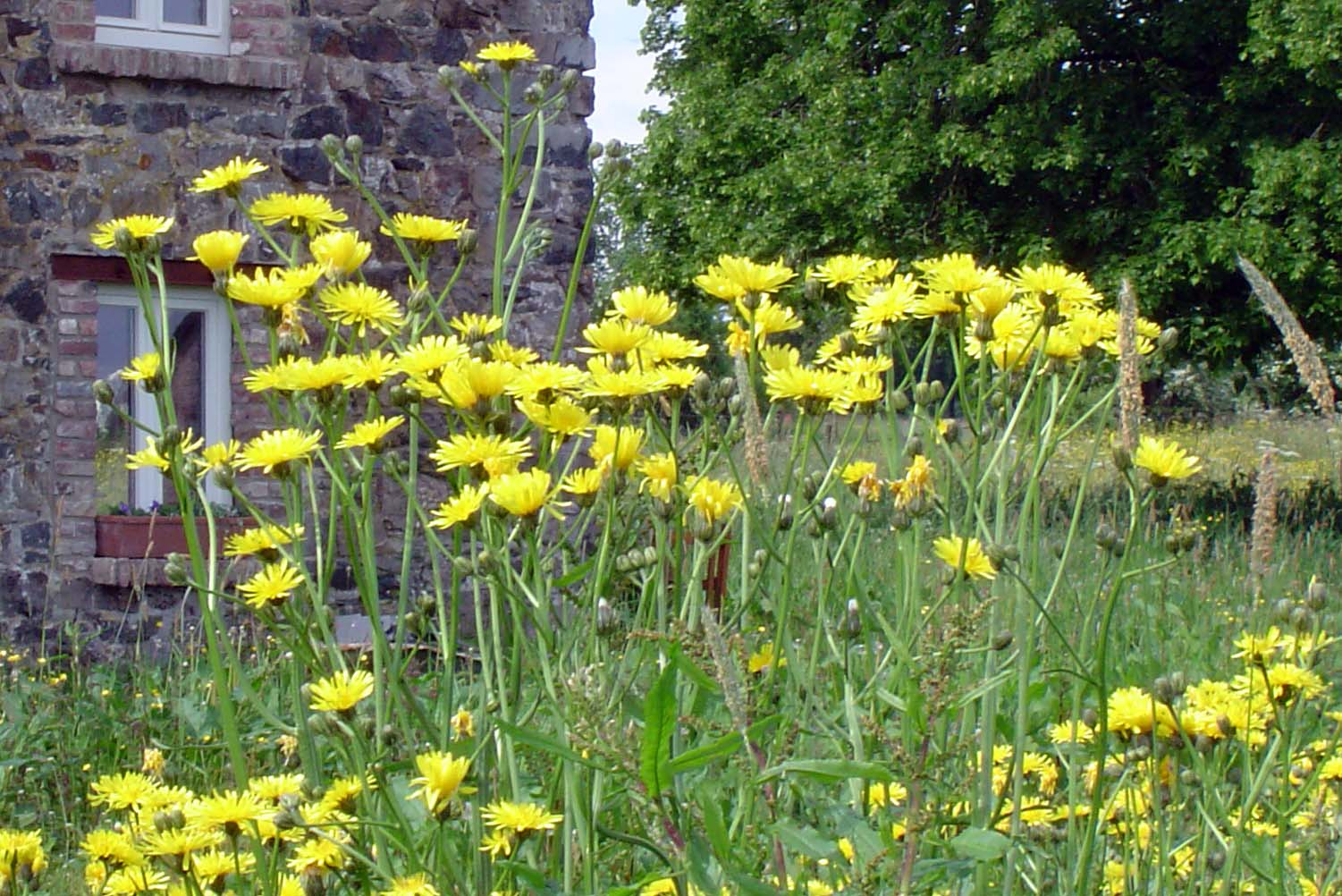
Crepis vesicaria

## W
- Crepis willdenowii  Czerep.
- Crepis willemetioides  Boiss.

## X
- Crepis xylorrhiza  Sch.Bip. ex Babcock

## Z
- Crepis zacintha  (L.) Loisel.